# Historia de los Caballeros Hospitalarios en Levante
La historia de los caballeros hospitalarios en Levante se ocupa de los primeros años de la Orden del Hospital de San Juan de Jerusalén, los caballeros hospitalarios, hasta 1309 asentados en el Levante mediterráneo. El Hospital se formó a finales del siglo XI y desempeñó un papel importante en el Reino de Jerusalén, en particular, en las Cruzadas. Esta situación se mantuvo hasta que las huestes cristianas occidentales fueron expulsadas de Tierra Santa, y la Orden conquistó Rodas a principios del siglo XIV. Entre los acontecimientos internos más importantes de los primeros años del reino se encuentra la fundación de las Órdenes Militares, entre las que se encuentran los hospitalarios, los Templarios y la Orden Teutónica. A diferencia de los inicios de los hospitalarios como organización benéfica, los templarios y los caballeros teutónicos comenzaron con una misión militar. Estas tres grandes órdenes desempeñarían un papel importante en las actividades militares del reino, a veces en cooperación, a veces no. En el campo de batalla solían compartir entre ellas los papeles tácticos más importantes, la vanguardia y la retaguardia.

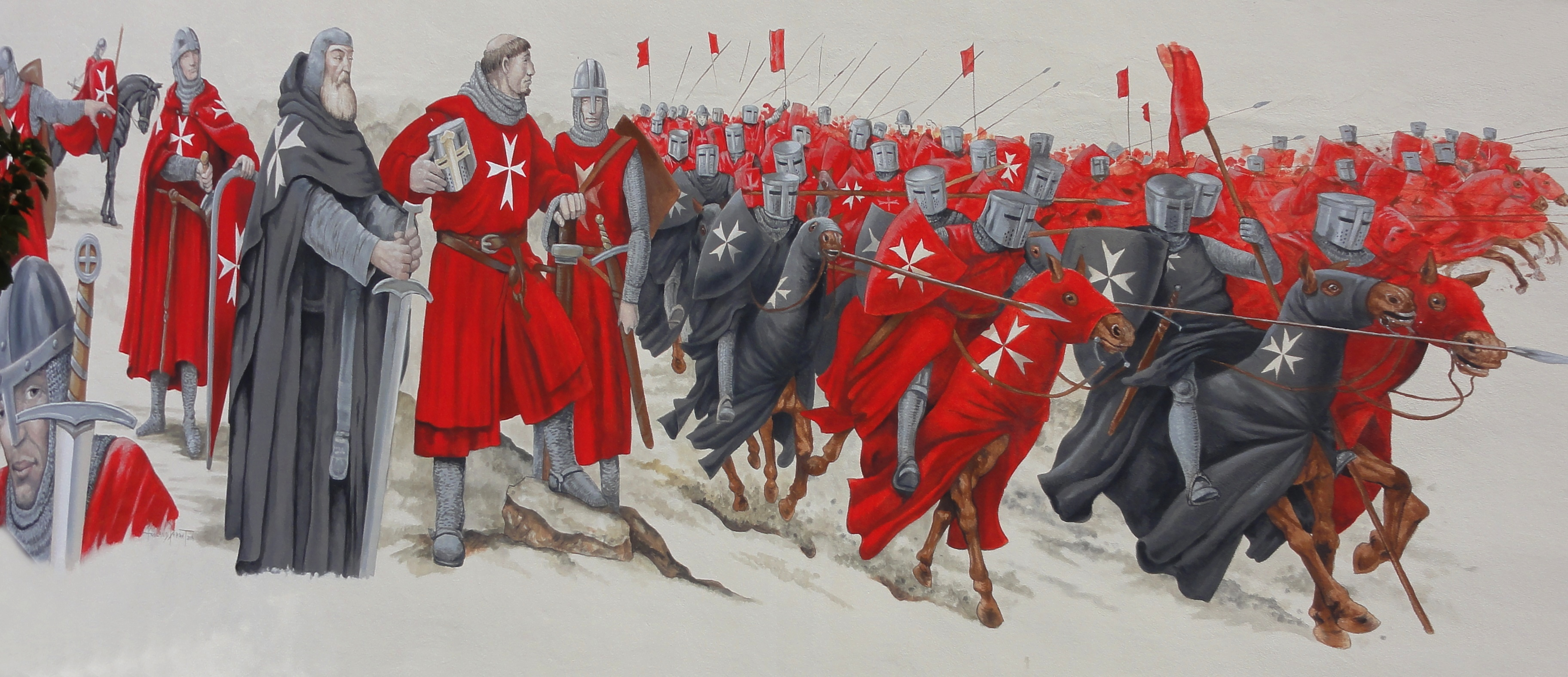
Los Caballeros hospitalarios en el

Cuando los cruzados tomaron Jerusalén en 1099, el maestro o regente de los hospitalarios era un tal Gerardo, que había ayudado a fundar un hospital hacia 1070. Los hospitalarios fueron reconocidos formalmente por el Papa en 1113. Después de 1120, el sucesor de Gerardo, Raimundo del Puy, decidió que no bastaba con que su Orden guiara y protegiera a los peregrinos, sino que también debía estar dispuesta a luchar para mantener abiertas las rutas de los peregrinos. La insignia distintiva de los sanjuanistas era la cruz blanca que llevaban en sus túnicas sobre la armadura, y fueron una fuerza importante en Tierra Santa durante toda la empresa de Occidente allí. La Orden sigue existiendo hoy en día bajo diversas formas, como la Orden Militar Soberana de Malta.
Las crónicas de la Orden comenzaron con las fuentes latinas originales de la Primera Cruzada y la documentación papal relacionada con el primitivo Reino de Jerusalén. A finales del siglo XII, Guillermo de Tiro ofreció un relato sobre los hospitalarios, parte del cual ha sido verificado y otra parte fue la leyenda fantástica conocida como los Milagros. A finales del siglo XIII, un noble italiano publicó la primera historia real de los hospitalarios, aunque las leyendas de los Miracula siguieron promulgándose. La historia definitiva de la Orden fue escrita por primera vez por el historiador francés Joseph Delaville Le Roulx a finales del siglo XIX. La historia de los hospitalarios en Tierra Santa hasta principios del siglo XIV está estrechamente entrelazada con la de las Cruzadas en Levante.

## Historia inicial
El primero en escribir oficialmente la historia de los Caballeros hospitalarios fue Guillermo de Santo Stefano, hospitalario e historiador, que conservó gran parte de los primeros registros de la Orden entre 1278 y 1303. Guillermo conocía dos relatos fundacionales de los hospitalarios. El primero era la historia popular de los inicios del Hospital antes de la época de Cristo, conocida como los Miracula. El segundo relato fue el registrado por el arzobispo e historiador del siglo XII Guillermo de Tiro y, aunque reconocía hospicios anteriores en Jerusalén, fijaba la fecha de la fundación del Hospital en el siglo XI por un grupo de mercaderes de Amalfi.

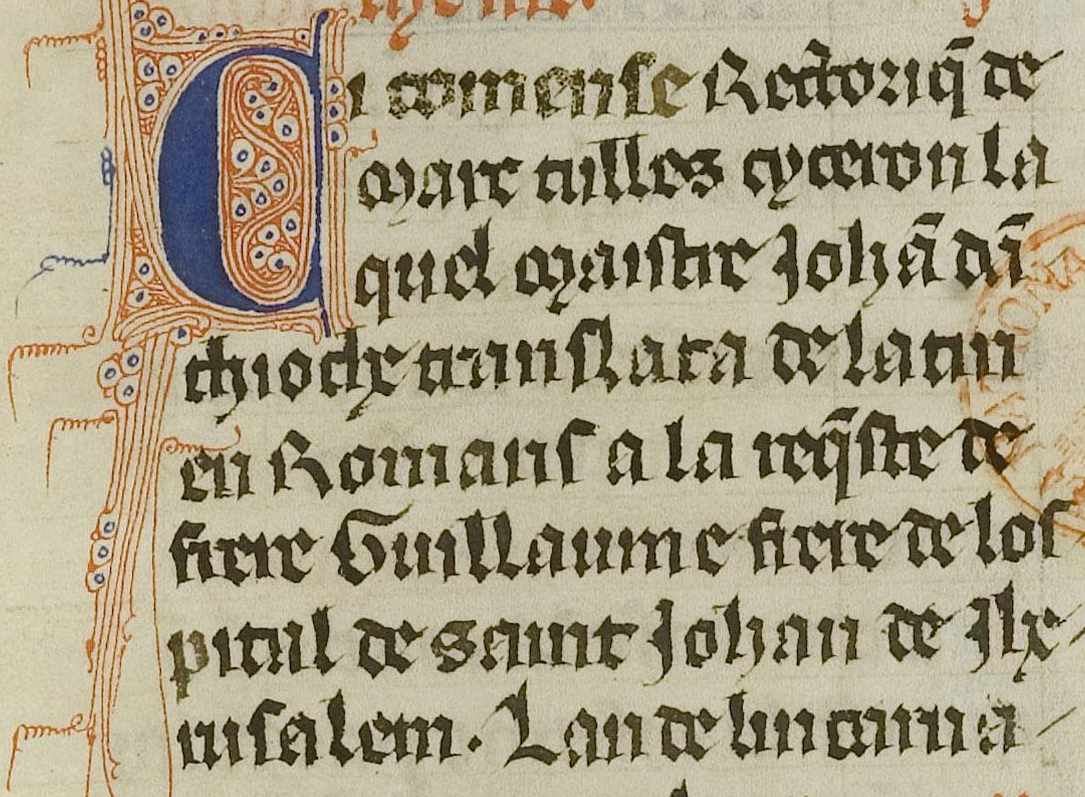
La dedicatoria a Frere Guillaume en el texto) en el manuscrito de Chantilly de Guillermo de Santo Stefano

### La leyenda deMiracula
El legendario Miracula intentó vincular el origen de la Orden con los acontecimientos de la ocupación romana de Tierra Santa y la vida de Cristo. Esto fue promulgado oficialmente por el segundo Gran Maestre de la Orden, Raimundo du Puy, en su Riwle, un relato que duró hasta finales del siglo XIII. Este relato legendario comienza antes de la época de Cristo con un rey Antíoco, el ocupante griego de Jerusalén en el siglo II antes de Cristo. Antíoco quería castigar a Menelao, un sumo sacerdote de los judíos que había violado la Tumba de David, pero la intervención divina lo impidió y en su lugar construyó un hospital. Este hospital se mantuvo gracias a las limosnas de Judas Macabeo y más tarde se confió a Zacarías, padre de Juan el Bautista, uno de sus primeros maestros. Su sucesor, conocido sólo como Juliano el Romano, fue guardián cuando el propio Cristo visitó el hospital, que más tarde albergó a la Virgen María y a los apóstoles durante la Pasión. Cristo reapareció aquí después de la Resurrección, aquí dudó Santo Tomás, fueron abatidos los falsos conversos Ananais y Safira, y fueron elegidos los Siete Diáconos. María vivió allí durante tres años, y desde allí ascendió al cielo. Concebida antes de la conquista de Jerusalén en 1187 por Saladino, la Miracula  fue promulgada como evangelio durante muchos años después por papas y reyes. Hasta finales del siglo XIII, esta leyenda siguió siendo promovida para recaudar fondos. Algunos llegaron a afirmar que San Esteban Protomártir había sido el primer Maestre y atribuyeron hazañas fantásticas a los primeros Grandes Maestres reales. La leyenda se reescribió repetidamente entre los siglos XIII y XV, pero fue desmentida gracias a los esfuerzos de Guillermo de Santo Stefano.

### Las relatos medievales del Hospital
La leyenda medieval del Hospital que comenzó en los días de los Macabeos contiene algunos elementos de verdad. Hay algunas pruebas de un primer hospital destruido cuando el emperador romano Tito conquistó Jerusalén en el año 70. En el registro histórico, también hay un Hospitale Hierosolymitanum anterior, un hospital que había existido en Jerusalén desde los primeros días de la peregrinación cristiana a Tierra Santa. En el año 603, el papa Gregorio I encargó al abad Probus, originario de Rávena y anteriormente emisario de Gregorio en la corte lombarda, la construcción de un hospital en Jerusalén. El bimaristan resultante -hospital en persa- se construyó en Muristan, en el barrio cristiano de la ciudad vieja, para atender a los peregrinos cristianos de Tierra Santa.

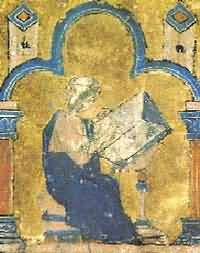
Guillermo de Tiro escribiendo su historia, de una traducción al francés antiguo del, Biblioteca Nacional de Francia, París, MS 2631, f.1r

En el año 800, Carlomagno amplió el hospital de Probus y le añadió una biblioteca, que duró dos siglos. Los monjes encargados del servicio de la iglesia y del hospicio pertenecían a la Orden de San Benito. Estos monjes solicitaron al papa León lll una solución a una controversia dogmática, que fue dada por el Concilio de Aix la Chapelle en 809. Carlomagno obtuvo entonces la protección del califa abasí Harun al-Rashid con un impuesto recaudado de los peregrinos. Este acuerdo fue continuado por sucesivos emperadores y califas. Hasta el gobierno de Luis II de Italia, las relaciones diplomáticas continuaron con los hijos de al-Rashid, y la situación de los cristianos se mantuvo estable en Palestina. Esto se comprueba en una carta leída en el Octavo Concilio Ecuménico de Constantinopla en el año 869 de Teodosio de Jerusalén a Ignacio de Constantinopla que dice "Los musulmanes muestran mucha amabilidad hacia nosotros, dándonos permiso para construir nuestras iglesias y prohibiendo nuestro comportamiento, actuando con justicia e infligiendo daño o violencia sobre nosotros de ninguna manera". Por esa misma época, el peregrino franco Bernardo el Monje visitó Jerusalén e informó de la existencia del hospicio y de la iglesia cerca del Santo Sepulcro, al pie de la colina, informando de que no hubo incidentes con los musulmanes. Bernardo informó de que el hospicio estaba asociado a una iglesia dedicada a Santa María, aunque no necesariamente a la iglesia del siglo XI que se describe a continuación. El siglo X fue turbulento en Tierra Santa, pero los cristianos, tanto los locales como los que peregrinaban, estaban relativamente a salvo. Las campañas bizantinas dirigidas por Nikephoros II Phokas y Juan I Tzimisces de 968-975 subyugaron Siria al imperio griego. Jerusalén fue ocupada en 970 por el califato fatimí egipcio. Sin embargo, estos disturbios no afectaron negativamente a los establecimientos latinos en Tierra Santa, lo que se refleja en la importante donación realizada en 993 por Hugo I, margrave de Toscana, a la Iglesia del Santo Sepulcro y al monasterio de la Iglesia de Jerusalén.

### Destrucción y restauración del Santo Sepulcro
A principios del siglo XI, los cristianos de Tierra Santa estaban bajo el dominio de los fatimíes y gozaban de una considerable autonomía. Su persecución comenzó bajo el reinado de al-Hakim bi-Amr Allah, hijo de madre cristiana y criado en gran parte por cristianos. En 1104, comenzó su rebelión contra sus primeras influencias, aprobando ordenanzas contra los cristianos, confiscando las propiedades de la Iglesia, haciendo construir mezquitas sobre las iglesias y, finalmente, quemando las propias iglesias. La Iglesia del Santo Sepulcro fue uno de los principales objetivos de la ira del sultán. El 18 de octubre de 1009, al-Hakim ordenó la destrucción de la iglesia del Santo Sepulcro y sus edificios asociados. Se prohibieron las procesiones y, pocos años después, se dice que casi todos los conventos e iglesias de Palestina fueron destruidos o confiscados. La basílica de Belén fue la única que se salvó.
A partir de 1012, al-Hakim empezó a permitir que cristianos y judíos volvieran a su fe y reconstruyeran sus casas de culto en ruinas. Desde mediados del siglo XII, la debilidad de los sucesores de Carlomagno hizo que la protección de los cristianos en Tierra Santa pasara a manos de los emperadores bizantinos. Tras la muerte de al-Hakim en 1021, su hijo y sucesor Ali az-Zahir permitió que se iniciara la reconstrucción del Santo Sepulcro y la función de protectorado se transfirió ofﬁcialmente a los bizantinos. El peregrinaje cristiano comenzó de nuevo en serio, alcanzando un punto álgido en 1033, que se cree que es el milenario de la crucifixión. No fue hasta 1042 cuando el emperador bizantino Constantino IX Monomachos emprendió la reconstrucción de la iglesia, y las fuerzas del emperador ejercieron la protección de los peregrinos. En el año 1065, la Pascua caía en la misma fecha que en el año 33 d. C., y la peregrinación estaba en su apogeo. La situación de los cristianos no se vio significativamente amenazada durante este periodo, ya que continuaron las peregrinaciones y las donaciones, especialmente desde Inglaterra. Las interacciones entre las iglesias de Jerusalén y de Constantinopla siguieron siendo activas. Esto continuó sin interrupción hasta la toma de Jerusalén en 1073 por los turcos selyúcidas bajo el mando de Atsiz ibn Uwaq. El trato que recibieron los peregrinos fue uno de los principales impulsores de la llamada a la cruzada del papa Urbano II en 1095.

### Los amalfitanos
El relato de Guillermo de Tiro comienza en el siglo XI y ha sido confirmado en su estructura general por otras fuentes contemporáneas. Está claro que los mercaderes de Amalﬁ, impresionados por la precaria situación de los cristianos en Tierra Santa, fueron los catalizadores del hospital. Estos mercaderes obtuvieron de los fatimíes, con quienes mantenían frecuentes relaciones comerciales, el permiso para que los latinos establecieran una iglesia y un hospicio en Jerusalén. El momento en que se otorgó esta concesión ha sido difícil de precisar, ya que los primeros cronistas de la Primera Cruzada dan fechas diferentes. Ekkehard de Aura afirmó que el Hospital nunca dejó de existir en Jerusalén. Guillermo de Tiro situó la fecha en 1023 con el patrón Juan el Limosnero, el caritativo patriarca de Alejandría del siglo VII. El relato de Tiro fue apoyado por la anónima Historia belli sacri, y representa una creencia que perduró hasta principios del siglo XX. Sicardo de Cremona informó de la fecha de 1086.
El cronista italiano medieval Amatus de Montecassino registró el establecimiento de hospitales en Jerusalén y Antioquía por iniciativa de un rico y piadoso amalfitano llamado Mauro de Pantaleone, con estrechos vínculos familiares con la abadía de Montecassino. Un cronista anónimo amalfitano informó de que el arzobispo Giovanni de Amalfi (1070 - 1082) fue en peregrinación a Jerusalén y fue recibido por amalfitanos que habían fundado, unos años antes, en 1070, dos hospicios en el foro de Adriano para el tratamiento de peregrinos enfermos, uno para hombres y otro para mujeres. Esta última interpretación es la que confirman las pruebas arqueológicas y la que aceptan los historiadores modernos.
Por ello, se cree que el Hospital de San Juan se fundó poco antes de 1070 en Jerusalén, como dependencia de la casa benedictina de la Iglesia de Santa María de los Latinos. Los mercaderes amalfitanos fundadores dedicaron este hospicio a San Juan Bautista, reflejando la basílica del Crucifijo de Amalfi, anterior al siglo VI, dedicada a la Asunción. Poco después, se fundó un segundo hospicio para mujeres, dedicado a Santa María Magdalena. El hospital, situado en el barrio de Muristan de Jerusalén, debía atender a los peregrinos enfermos, pobres o heridos que acudían a Tierra Santa. El gobernador egipcio de la ciudad había permitido al cónsul amalfitano elegir un lugar adecuado, el actual monasterio de San Juan Bautista. El hospicio estaba atendido principalmente por amalfitanos, que tomaban los votos monásticos habituales y estaban bajo la dirección de un Maestre, que a su vez estaba bajo la Orden de San Benito establecida en Palestina. El establecimiento no tenía dotaciones aparentes, sino que dependía de los comerciantes y benedictinos de Amalfi. No se conservan documentos anteriores a 1099. La iglesia de Santa María de los Latinos y sus casas dependientes debieron establecerse durante el reinado del califa fatimí al-Mustansir, nieto del expoliador al-Hakim. Esto habría sido después de 1063, cuando se restableció el barrio cristiano, y antes de 1070, cuando los selyúcidas desafiaron por primera vez el dominio fatimí de Jerusalén. Mauro de Pantaleone murió en 1071 y la peregrinación de Juan de Amalfi debió de producirse en la década siguiente. La fundación del Hospital se sitúa entonces a finales de la década de 1060, y su apertura unos años más tarde. Esto concuerda con las declaraciones del papa Pascual II en su bula de 1113, que reconocía las numerosas donaciones piadosas realizadas para "ad sustentandas peregrinorum et pauperum necessitates, vel in Hierosolymitane ecclesie vel aliarum ecclesiarum parrochiis et civitatum territories".
Los textos de los peregrinos del siglo XII confirman la existencia y la ubicación del hospicio y la iglesia de San Juan. Hay cierta confusión en cuanto a la función del Hospital en sus primeros años, ya sea una enfermería propiamente dicha o simplemente una pensión. Guillermo de Tiro lo llamó xenodochium. Otros, como Amato de Montecassino y Alberto de Aquisgrán, lo llamaron hospitale. Ambas interpretaciones son probablemente correctas, ya que sería difícil mantener una casa de huéspedes al servicio de los peregrinos sin ofrecer también servicios médicos.

## Orígenes (1070-1140)

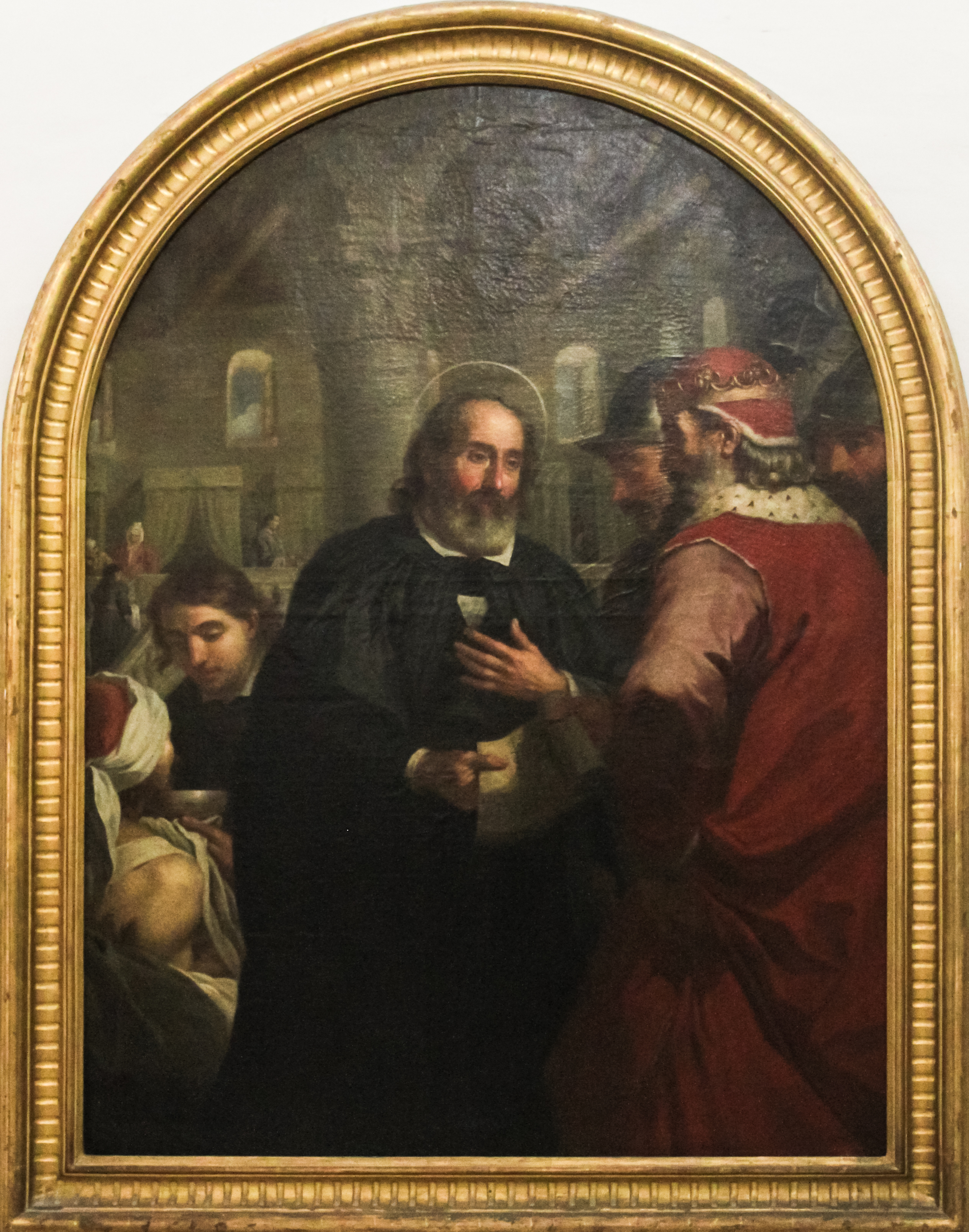
El beato Gerardo recibiendo a Godofredo de Bouillon. Pintura de Antoine de Favray, en el Museo Nacional de Bellas Artes de Malta.

El primer siglo de los hospitalarios estuvo dominado por dos figuras. La primera se considera el fundador del hospital, el benedictino Gerardo, que sirvió durante casi medio siglo. La segunda es un caballero francés llamado Raymond du Puy que convirtió la Orden en una organización militar.

### Gerardo y la Primera Cruzada
Hacia 1080, el abad de la iglesia de Santa María de los Latinos nombró a un hermano laico benedictino, Pierre-Gérard de Martigues, para dirigir el hospital como rector. De Martigues, que tenía entonces unos 35 años, fue conocido posteriormente como el beato Gerardo, aunque no fue reconocido como santo por la Iglesia católica. Posiblemente fue uno de los frailes conversos que llegaron a Tierra Santa para servir en la abadía. Su fecha de nacimiento se sitúa en torno al año 1040 y se considera tradicionalmente que su lugar de nacimiento fue Martigues, en la Provenza. Se han propuesto y rechazado varias historias hipotéticas de Gerardo y su familia. Justo antes del sitio de Jerusalén de 1099, gran parte de la población cristiana había sido expulsada de Jerusalén por los fatimíes para evitar la connivencia con los asediadores occidentales. Tras la toma de la ciudad por parte de los cruzados, los cristianos orientales volvieron poco a poco. Gerardo se quedó con algunos hermanos de servicio para atender a los enfermos en el hospital. Poco después, el Hospital se separó de Santa María y adquirió cierta autonomía bajo su instituidor Gerardo. Comenzó a recibir privilegios y donaciones en su propio nombre al menos desde el año 1100. Gerardo adquirió territorio e ingresos para la organización en todo el reino y más allá. En los tiempos inmediatos a la Primera Cruzada, los hospitalarios no eran una Orden establecida, ni militar ni de otro tipo. Pero el propio Gerardo se erige como uno de los principales protagonistas del primitivo Reino Latino de Jerusalén y se le considera un "cruzado sin espada"."
Los primeros archivos de la Orden, ahora en la Biblioteca Nacional de Malta, contienen al menos cuatro versiones de una confirmación real del Hospital otorgada por Balduino I de Jerusalén en 1110. Los archivos también contienen actas otorgadas en 1112 por el patriarca latino Arnulfo de Chocques y Ehremar, entonces arzobispo de Cesarea. La independencia del Hospital quedó asegurada el 19 de junio de 1112, cuando el papa Pascual II puso a Santa María de los Latinos bajo la protección de la Santa Sede. Esta es la fecha del nacimiento de la nueva institución que representa el hospital, y el privilegio papal concedido por el papa el 15 de febrero de 1113 con su conocida bula Pie postulatio voluntatis fue la ratificación del statu quo. Este privilegio reconocía al Hospital como una orden independiente, y fue posteriormente confirmado por Calixto II en su bula Ad hoc nos disponente del 16 de junio de 1119, dirigida a Gerardo (instituor ac prepositus Hierosolymitani xenodochii). Esto fue repetido por Honorio II en una bula emitida en 1123. Inocencio II continuó la confirmación el 16 de junio de 1135 con su bula Chritianae fidei religio, concediendo al Hospital amplios privilegios. Entre otros documentos conservados, se encuentra una carta papal de Celestino II que otorga a los hospitalarios la jurisdicción sobre la iglesia de Santa María de los Alemanes en Jerusalén. Ambos papas mencionan a Gerardo como fundador de la Orden y predecesor del Gran Maestre Raymond du Puy. La bula papal de Pascual también reconocía a los Canónigos Regulares del Santo Sepulcro que datan de 1099. Una carta del papa Alejandro III en 1172 daba la bienvenida a Joberto de Siria, esperando que continuase la obra establecida por Gerardo.

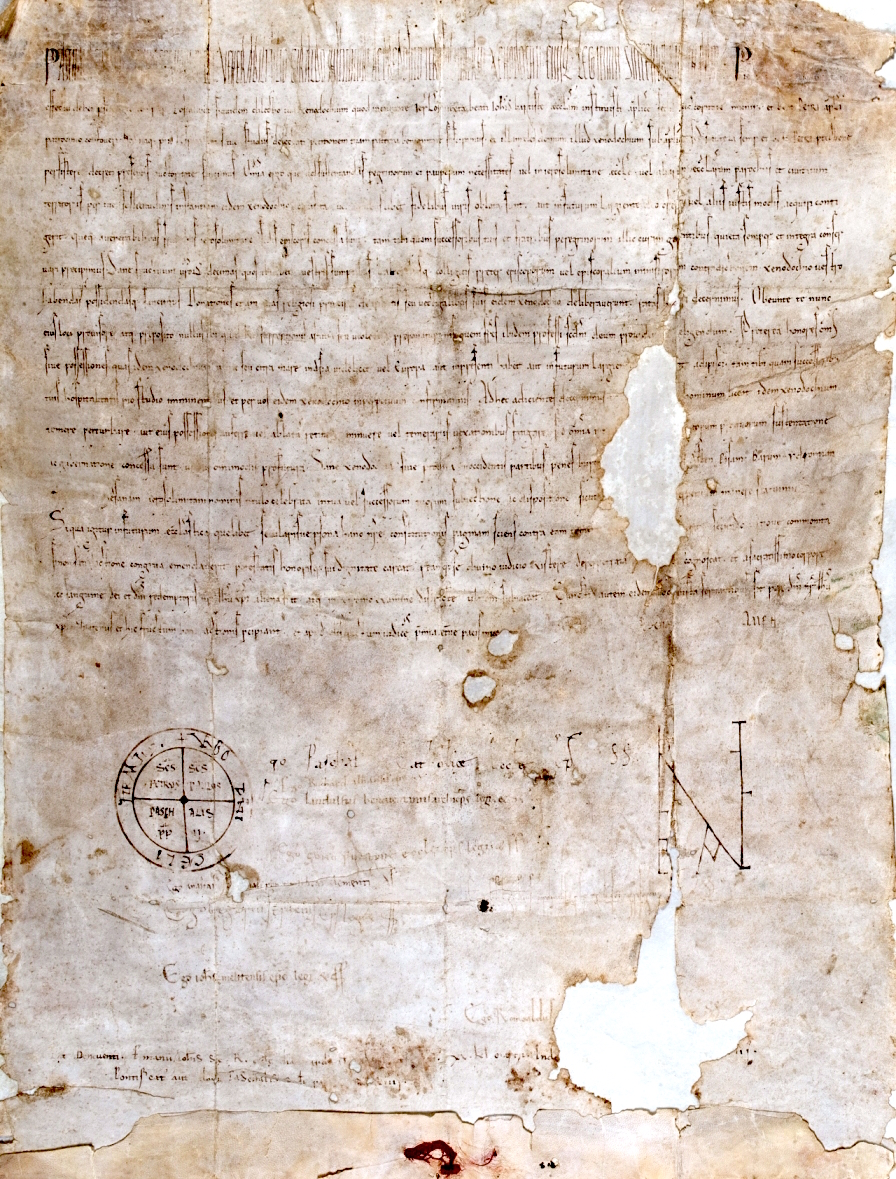
Pie postulatio voluntatis. Bula emitida por Pascual II en 1113 a favor de la Orden de San Juan de Jerusalén, que debía transformar lo que era una comunidad de hombres piadosos en una institución dentro de la Iglesia.

Después de 1113, se conservan numerosos estatutos, escrituras y registros, y muchos de los documentos se refieren específicamente a Gerardo. Aunque se considera a Gerardo como el primer Gran Maestre de los Caballeros Hospitalarios, no es estrictamente correcto, ya que ese título no existió hasta mediados del siglo XIII. Sin embargo, la tradición de la Orden, expresada en la Crónica de los Maestros Difuntos, identifica a Gerardo como el primer Maestro en un texto fechado en 1357. A principios del siglo XX, Gerard era descrito así.

Las donaciones y los privilegios se derramaron sobre el nuevo establecimiento. Godofredo de Bouillon abrió el camino concediéndole en la propia Jerusalén la [aldea de Hessilia] y dos hornos. Reyes, nobles y prelados siguieron su ejemplo, no sólo en Tierra Santa, sino en Provenza, Francia, España, Portugal, Inglaterra e Italia: en Portugal, una provincia entera fue cedida en 1114 a Gerardo y sus hermanos. En 1113 el Papa Pascual II tomó la orden y sus posesiones bajo su inmediata protección, siendo su acto confirmado en 1119 por Calixto II y posteriormente por otros papas. Gerardo fue, en efecto, como lo llamó Pascual, el instituidor de la orden, si no su fundador. Sin embargo, durante su vida conservó su carácter puramente de beneficiencia.

No está claro a qué puede referirse la aldea de Hessalia (casal Hessilia, o Es Silsileh), pero al parecer los hornos eran una importante fuente de ingresos para su dueño. En 1118, el hospital también había adquirido propiedades en el Principado de Antioquía y en el Condado de Trípoli.
Los primeros registros de los hospitalarios son confusos, ya que había varios hermanos llamados Gerardo. Sin embargo, es probable que el Beato Gerardo fuera el que levantó la Vera Cruz a los cruzados en la Primera Batalla de Ramla en 1101, con Fulquerio de Chartres escribiendo de un venerabilis abbas Gerhardus, qui tunc Crucem Dominicam semper lateri regis contiguus praeferebat. Mucho de lo que se sabe sobre Gerardo proviene de las numerosas donaciones a la Orden que lo nombran, en particular, Godofredo de Bouillon, el primer gobernante latino de Jerusalén, donó algunas propiedades al hospital, y su sucesor Balduino I de Jerusalén le concedió una décima parte del botín de la victoria de Ramla. La más conocida de las donaciones es la de Roger Borsa, duque de Apulia, que regaló 1.000 besantes al patriarca latino Dagoberto de Pisa con la condición de que un tercio de la donación se destinara al hospital. Lamentablemente, el patriarca se quedó con el regalo, lo que contribuyó a su caída. En 1118, Roger de Salerno, regente de Antioquía, confirmó las propiedades hospitalarias en el principado, incluidas las ofrecidas directamente a Gerardo, el líder de los hospitalarios, cuando se reunieron en Jerusalén. Documentos posteriores de los años inmediatamente posteriores a su muerte mencionan su nombre, probablemente de acuerdo con una costumbre establecida.

### Miláculosy Gerardo
Una bula de Celestino III en 1191 y otra de Inocencio IV en 1254 siguieron reconociendo la fábula de los Miláculos como historia oficial. Aunque reconocían los detalles históricos reales, también se referían al milagro relacionado con el beato Gerardo. Según este relato, Gerardo vivía en la Ciudad Santa, cuidando de los pobres y los enfermos. Durante el asedio de Jerusalén de 1099, se subía cada día a un parapeto y, en lugar de piedras, lanzaba pequeños panes a los cruzados que lo asediaban. Los defensores musulmanes descubrieron a Gerardo mientras ayudaba a las tropas cristianas y lo llevaron ante el "sultán", probablemente refiriéndose al gobernador fatimí de Jerusalén Iftikhar ad-Daula. Como prueba, se presentó el saco de panes, pero los acusadores de Gerardo sólo pudieron encontrar piedras en su bolsa. Los panes se habían convertido milagrosamente en piedras. Gerardo fue liberado y siguió ayudando a los cruzados cada día hasta el 15 de julio de 1099. Los cruzados que triunfaron lo elogiaron, haciendo donaciones al hospital. Estos relatos dieron lugar a su hagiografía, según la cual murió in coelesti sede collocato, colocado en un trono celestial. Según otras versiones, los musulmanes creían que Gerardo acaparaba dinero y no pagaba los impuestos correspondientes, por lo que fue detenido y torturado, quedando lisiado para el resto de su vida.

### La tradición médica de los hospitalarios
A medida que los hospitalarios evolucionaron, su tradición médica original pasó a ser secundaria frente a su función militar. Habían surgido de un único hospicio en Jerusalén, y sus estatutos originales no decían nada de actividades militares, nobleza o caballería. Más tarde se convirtió en algo predominantemente militar, pero el mantenimiento de sus tradiciones médicas y caritativas siguió siendo de importancia espiritual y moral, importante para disfrutar del apoyo continuado de los donantes europeos. Gran parte de los conocimientos sobre las enfermedades y sus tratamientos fueron traídos de Occidente. No obstante, también se adquirieron prácticas locales de los musulmanes de Oriente, tal y como recogen varias fuentes, entre ellas Alberto de Aquisgrán. Muchas de ellas eran mágicas o religiosas, como las creencias en reliquias y milagros, que también eran características de la medicina occidental en la misma época.
Muchas de las normas médicas, litúrgicas y de otro tipo relativas a las funciones hospitalarias de la Orden eran aplicables no sólo a un hospital convencional, sino a la situación única del reino. En los estatutos existía una considerable confusión entre los peregrinos y otros viajeros, entre la caridad y la hospitalidad, entre los hospitales médicos y otros tipos de hospicios, y la infirmaria fratrum disponible sólo para los hermanos hospitalarios. También se distinguía entre los donats -miembros del Hospital que se comprometían a obedecerlo- y los pensionistas que podían comprar su propia comida y alojamiento según las necesidades. La preocupación original de los hospitalarios se dirigía cada vez más a los pobres o peregrinos que enfermaban, al tiempo que continuaba la misión de hospicio. Esto expresaba un enfoque para dar ayuda práctica a los que sufren como un fin en sí mismo, más que como un medio a través del cual el agente de las buenas obras podría esperar asegurar la salvación.
Las crónicas latinas de la Primera Cruzada han servido de ayuda para datar los primeros años del hospital. Los textos de peregrinos del siglo XII, como el de Benjamín de Tudela, también confirman la existencia y la ubicación de un hospicio y una iglesia de San Juan Algunos describen las santas reliquias que allí se encontraban. Está claro que Gerardo transformó el Hospital en una empresa de gran envergadura, ampliando los edificios originales para hacer frente a la creciente afluencia de peregrinos. Sæwulf fue probablemente el primer peregrino que visitó Jerusalén tras la Primera Cruzada, escribiendo lo siguiente:

Fuera de la puerta de la iglesia del Santo Sepulcro, hacia el sur, está la iglesia de Sancta María, que se llama la iglesia Latina porque allí el servicio se ofrece siempre al Señor en latín; y los asirios dicen que la misma Santísima Madre de Dios, en la crucifixión de su Hijo nuestro Señor, estuvo en el mismo lugar donde está el altar de esa iglesia. A esta iglesia está unida otra iglesia de Sancta Maria, que se llama Parva, donde frecuentan algunas monjas que la sirven a ella y a su Hijo muy devotamente. Y cerca de ella está el hospital donde está el célebre monasterio dedicado al honor de San Juan Bautista.

Un peregrino anónimo escribió lo siguiente:

Cerca de la Iglesia del Sepulcro se encuentra la Iglesia de Santa María, llamada Santa María la Latina, en el lugar donde se dice que Santa María Magdalena y Santa María la esposa de Cleofás se rasgaron los cabellos cuando el Señor fue puesto en la cruz, y allí está el Hospital de San Juan Bautista.

Uno de los primeros relatos del peregrino alemán Juan de Wurzburgo es uno de los más detallados. Hacia 1165 escribió lo siguiente en su Descriptio terrae sanctae:

Frente a la iglesia del Santo Sepulcro... hay una hermosa iglesia construida en honor de Juan el Bautista, a la que se anexa un hospital en el que se reúne, en varias salas, una enorme multitud de enfermos, tanto hombres como mujeres, que son atendidos y restablecidos diariamente a un gran costo. Cuando estuve allí me enteré de que el número total de estos enfermos ascendía a dos mil, de los cuales a veces, en el curso de un día y una noche, más de cuarenta son sacados muertos, mientras que otros muchos nuevos siguen llegando continuamente. ¿Qué más puedo decir? Esta misma casa abastece de víveres a tanta gente fuera de ella como a los que están dentro, además de la ilimitada caridad que se otorga diariamente a los pobres que mendigan su pan de puerta en puerta y no se alojan en la casa, de modo que la suma total de sus gastos seguramente nunca podrá ser calculada ni siquiera por los administradores y mayordomos de la misma. Además de todo este dinero gastado en los enfermos y en otros pobres, esta misma casa también mantiene en sus diversos castillos a muchas personas entrenadas para todo tipo de ejercicios militares para la defensa de la tierra de los cristianos contra las invasiones de los sarracenos. Cerca de esta iglesia de San Juan está el convento de monjas construido en honor de la Santísima María, que en su cabecera casi toca los edificios de la citada iglesia, y se llama Convento de Santa María la Mayor.

El Libellus de Locis Sanctis, escrito por un monje desconocido, Theoderich, es un cuaderno de viaje de Palestina del siglo XII utilizado por los peregrinos cristianos a los Santos Lugares. En él se describen el hospital y las funciones de las órdenes militares de la siguiente manera:

Al salir de la iglesia hacia el sur... hay una capilla dedicada a las tres Marías, que pertenece a los latinos... y aquí, en el lado sur de la iglesia, se encuentra la Iglesia y Hospital de San Juan Bautista. En cuanto a éste, nadie puede decir de manera creíble lo hermosos que son sus edificios, lo abundantemente provisto" de habitaciones y camas y otro material para el uso de los pobres y enfermos, lo rico que es en medios para refrescar a los pobres, y lo devotamente que trabaja para mantener a los necesitados, a menos que haya tenido la oportunidad de verlo con sus propios ojos. En efecto, pasamos por este palacio, y no pudimos descubrir de ninguna manera el número de enfermos que yacían allí; pero vimos que las camas eran más de mil. No todos los reyes y déspotas más poderosos podrían mantener a tanta gente como lo hace esa casa cada día; y no es de extrañar, pues, además de sus posesiones en otros países..., los Hospitalarios y los Templarios han conquistado casi todas las ciudades y aldeas que antes pertenecían a Judea, y que fueron destruidas por Vespasiano y Tito, junto con todas sus tierras y viñedos; pues tienen tropas estacionadas en todo el país, y castillos bien fortificados contra los infieles. Junto a ella, hacia el este, se encuentra la iglesia de Santa María, en la que las monjas, bajo la dirección de una abadesa, celebran diariamente el servicio divino. Se dice que este lugar fue dedicado a Santa María porque, mientras nuestro Salvador era maltratado en el camino de su Pasión, se dice que ella fue encerrada por orden suya en una cámara que entonces estaba en ese lugar. Además, hay otra iglesia al este de ésta, que también está dedicada a la Virgen, porque mientras nuestro Señor estaba soportando tales sufrimientos por nuestra salvación, se desmayó por exceso de dolor, y fue llevada por las manos de los hombres hasta una gruta subterránea, donde en la indulgencia de su dolor se arrancó los cabellos de la cabeza, los cuales se conservan hasta el día de hoy en un vaso de cristal en esa iglesia.

El relato de Theoderich repite algunas de las historias de Miracula. Los relatos de otros viajeros mostraban admiración por sus actividades caritativas, como se puede encontrar en la biblioteca de la Sociedad de Textos de Peregrinos de Palestina (PPTS).

### Muerte y beatificación de Gerardo
El último documento en el que se menciona a Gerardo está fechado el 19 de junio de 1119 y se estima que su muerte se produjo el 3 de septiembre de 1120, fecha que no es universalmente aceptada. Dejó un legado como líder de un grupo de frailes, jefe de una entidad religiosa y fundador de una nueva institución que administraba a los peregrinos y a los pobres. Su principal actividad fue la filantropía. En el anónimo Chronicon Sancti Maxentii Pictavensis, escrito antes de 1124, se afirma que:

El mismo año en que llovió miel del cielo, el fuego entró en Jerusalén, como en Pascua, el día de la Asunción de Santa María; Giraud, hospitalario de Jerusalén el mismo año en que murió en santa conversación.

El historiador de las cruzadas Fulcher de Chartres también escribió sobre la muerte de Gerardo en su relato Gesta Francorum Iherusalem Perefrinantium, escrito durante el reinado de Balduino II de Jerusalén.
Una tradición universal tiene que Gerardo fue beatiﬁcado, y es con un "halo de santidad" que su memoria prevaleció en las historias hospitalarias. Faltan pruebas absolutas de la canonización de Gerardo. Sin embargo, el culto secular del que fue objeto durante toda la Edad Media es un indicio de la recompensa celestial que la voz popular atribuía a sus virtudes. En realidad, la mayoría de los santos del siglo XII se encuentran en la misma situación que Gerardo, pues no reclaman ninguna atestación ofﬁcial de santidad. En el caso de Gerardo, el persistente epíteto de beato (beatus), bajo el cual su memoria ha sobrevivido a los siglos, apunta a favor de su canonización, ya que durante la Alta Edad Media el término beatus era equivalente a sanctus. Si Gerardo nunca fue designado como santo, es probable que se deba a que la tradición que lo beatiﬁcaba estaba tan firmemente establecida desde el principio que no se permitió alterar lo que se convirtió en parte integrante del nombre de Gerardo

### Raymond du Puy

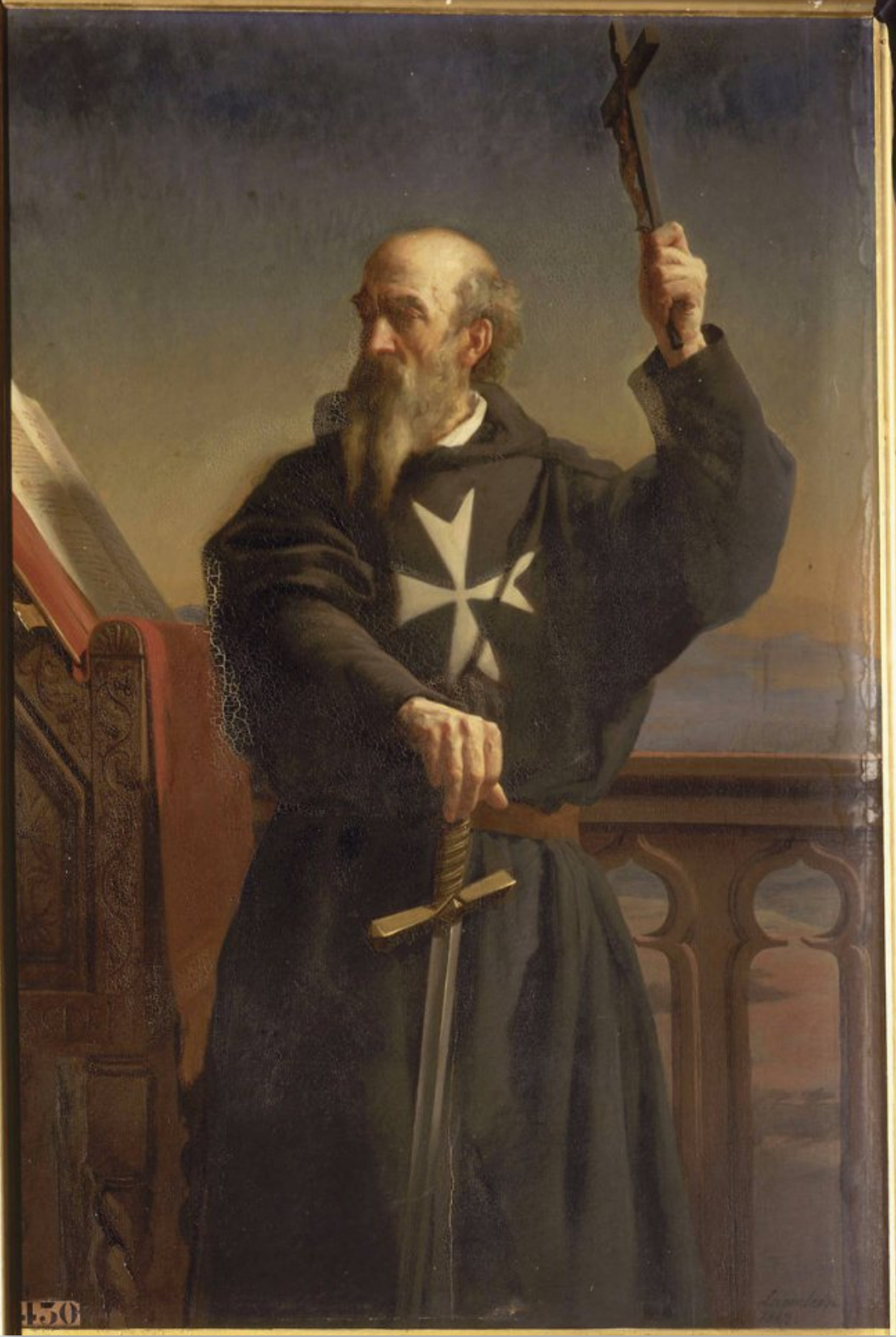
Raymond du Puy por Alexandre Laemlein en la Sala de las Cruzadas del Castillo de Versalles

Tras la muerte de Gerardo, hubo dos rectores interinos del Hospital antes de que se eligiera un Gran Maestre. El primero fue Pierre de Barcelone, que ejerció de 1120 a 1121/1122. No se sabe nada más de Barcelone, salvo que le sucedió un hermano de la Orden, Boyant Roger, que ejerció de 1121/1122 a 1123. Hay pocos rastros de su rectorado, aparte de una donación en 1120 de un tal Attone, conde de los Abruzos, que dio una propiedad que ahora pertenece a la Comandancia de Fermo como recompensa por la forma en que el conde había sido recibido por los hermanos hospitalarios. También hay constancia de propiedades adquiridas en las ciudades de Belén, Antioquía, Margat, Acre, Alejandría y Constantinopla, así como en Siria y otras regiones de Oriente.
Raymond du Puy (1083-1160) fue un caballero francés que sucedió formalmente a Gerardo como segundo Gran Maestre de la Orden, ejerciendo su cargo desde aproximadamente 1122 o 1123 hasta 1160. Su asunción del magisterio fue posterior a la de los dos rectores interinos, y se desconoce su papel en la Orden antes de esa fecha; su primer acto oficial se registró el 9 de diciembre de 1124. La información sobre la actividad hospitalaria durante los primeros años de Raimundo como Gran Maestre es limitada y en esos años, la Orden se dedicaba a una misión social. Raimundo dividió a los miembros de la Orden en clérigos, militares y hermanos de servicio, y estableció la primera enfermería hospitalaria importante cerca de la Iglesia del Santo Sepulcro en Jerusalén. También se ocupó de los negocios de la Orden en España.
Raimundo dio a la Hospitalidad sus primeros estatutos, que llevan su nombre, y se cree que la Regla de la Hospitalidad se compuso hacia 1130. Lo cierto es que es anterior a 1153, ya que fue aprobada por el papa Eugenio III después de 1145 y antes del 7 de julio de 1153, fecha de su muerte. Entonces, y sólo entonces, los hospitalarios se convirtieron oficialmente en una Orden. De 1135 a 1154, la Orden disfrutó de una exención de las autoridades religiosas locales.
Raymond también introdujo el Gran Sello de la Orden, o bulla de plomo, que se mantuvo en uso desde el siglo XII hasta 1798. Hasta 1278, cuando el Gran Maestre Nicolás Lorgne introdujo una bulla conventual separada, no había distinción entre el sello del Gran Maestre y el de la propia Orden. El diseño general del sello presentaba, en el anverso, al Gran Maestre arrodillado en oración ante la cruz patriarcal. Esta imagen solía ir acompañada de las letras sagradas alfa y omega, que hacían referencia a la Segunda Venida de Cristo. La imagen central estaba rodeada de una leyenda con el nombre del Maestre seguido de la designación oficial CVSTOS.
En las salas de la Sala de las Cruzadas del castillo de Versalles hay un retrato de cuerpo entero de Raymond du Puy pintado en 1842 por Alexandre Laemlein en la Tercera Sala de la sala. En la Segunda Sala, hay dos escenas de batalla: La defensa de Celesyria de Raymond Dupuy, pintada por Édouard Cibot en 1844, y Raimundo del Puy toma a los turcos como prisioneros, de un artista desconocido. Ambas escenas representan una acción militar en Siria hacia 1130.

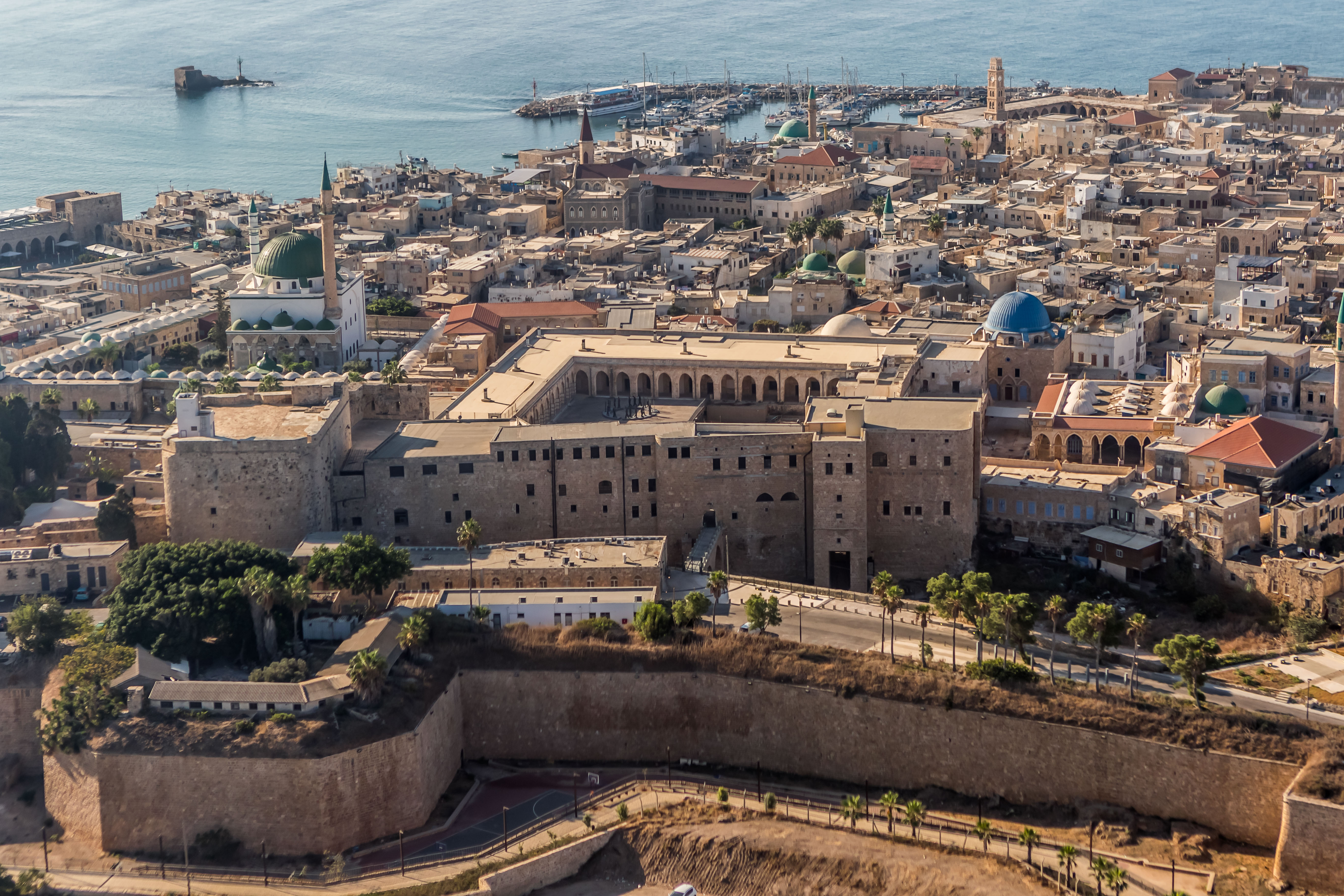
Comandancia hospitalaria de San Juan de Acre, siglos XII-XIII

La Primera Cruzada terminó con la captura de Jerusalén en 1099, pero tomó otros cuatro años para completar la captura de Acre, ocurriendo en 1104. Desde los primeros años del establecimiento de una presencia cruzada en Acre, los hospitalarios recibieron propiedades donadas en la región. En 1110, Balduino I de Jerusalén concedió permiso a la Orden para comenzar la construcción de una comandancia ubicada al norte de la iglesia de la Santa Cruz. En 1130, los edificios de las Órdenes resultaron dañados durante las obras de la iglesia y los hospitalarios decidieron trasladarse cerca de la muralla norte de la ciudad. Esto se convertiría en la Comandancia Hospitalaria de San Juan de Acre. En 1127, Ponce de Trípoli entregó el castillo Coliath a los hospitalarios, el primero de los castillos de la Orden, que permanecería en su poder hasta que los ayyubíes se apoderaran de ellos en 1207. En 1149, el primer testimonio de la encomienda se encuentra en un documento relativo a la construcción de la iglesia de San Juan de Acre. En 1169, un peregrino describió la comandancia de los hospitalarios de Acre como un edificio fortificado muy impresionante.
En 1143, Celestino II dio a los hospitalarios jurisdicción sobre Santa Maria Alemanna, un hospital formado en 1128 para albergar a los peregrinos alemanes y otros cruzados. Aunque formalmente era una institución de los hospitalarios, el Papa decretó que el prior y los hermanos de la domus Theutonicorum (casa de los alemanes) debían ser siempre alemanes, por lo que pudo desarrollarse una tradición de una institución religiosa dirigida por alemanes durante el siglo XII en el reino. Esta última se convirtió en la Orden Teutónica, formada en 1190. Raimundo también se hizo cargo de la gestión del leprosario fuera de Jerusalén que finalmente se separó para convertirse en la Orden de San Lázaro, convirtiéndose en su séptimo Gran Maestre justo antes de su muerte.
En 1156 estalla un conflicto entre Raimundo y Fulco de Angulema, patriarca latino de Jerusalén. El patriarca se había quejado de que los hospitalarios no respetaban sus derechos eclesiásticos. Les acusó de diversas infracciones religiosas y de algunas afrentas personales. El hospital de la Orden, instalado frente al Santo Sepulcro, competía con él por la belleza y la altura de sus edificios y, cuando el patriarca predicaba, su voz era tapada por las campanas de los hospitalarios. Los hospitalarios consideraron oportuno responder invadiendo el Santo Sepulcro con una fuerza armada. Fulco resolvió acudir al papa Adriano IV y pedir la retirada de la bula de Anastasio IV del 21 de octubre de 1154 que confirmaba las prerrogativas de la Orden. En la primavera de 1155, Fulco condujo a Roma un contingente de varios obispos y arzobispos de Ultramar. Su caso fue alegado ante el Papa, acabando en interminables debates. Fulco regresó a Jerusalén en el otoño de 1155 sin que se viera satisfecho.

### Constitución y organización
La Regla de los hospitalarios fue formulada por Raimundo y se basó en la de los Canónigos Agustinos. Era similar a las de los Templarios, con estatutos que regulaban la vida de los hermanos, las condiciones de admisión a la Orden, el mantenimiento de la disciplina y las penas. La Orden se dividía en las tres clases de caballeros (fratres milites), capellanes (fratres capellani) y sargentos de armas (fratres servientes armigeri), con hermanos afiliados (confratres) y donati, que eran suscriptores regulares por los que se concedían privilegios y el derecho final a convertirse en uno de sus caballeros. La regla aristocrática limitaba la codiciada admisión a los hijos legítimos de los caballeros u otros miembros de la familia. Los líderes se llamaban genéricamente alguaciles (bailivi).
Los altos cargos de la Orden eran ocupados por caballeros y las funciones eclesiásticas por capellanes. Las maestrías de los escuderos y de los turcopolíticos (comandantes de caballería), eran ocupadas por sargentos. Los hospitalarios fueron al principio una hermandad curativa, a diferencia de los Templarios, que era puramente militar. Este papel fue disminuyendo a medida que crecía su función militar, pero nunca desapareció. Los capítulos de la Orden se encargaban de construir, amueblar y mejorar los hospitales. Los hospitalarios también acogían a las mujeres en su orden, mientras que el régimen monástico y puramente militar de los Templarios prohibía la mezcla de sexos. Así, una mujer italiana había fundado el hospicio Santa María Magdalena para mujeres en relación con la Orden. Estas hermanas se dedicaron a la oración y a la enfermería, huyendo a Europa en 1187, donde se convirtieron en una orden puramente contemplativa

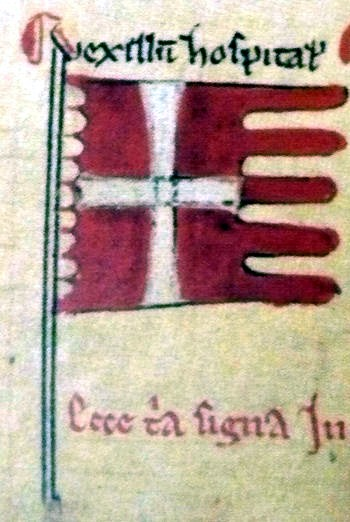
Estandarte de los hospitalarios (vexillum hospitalorum) como se muestra en la Chronica Maiora de Matthew París, c. 1250.

La unidad organizativa básica de la Orden era la encomienda o preceptoría, formada por un pequeño grupo de caballeros y sargentos que vivían bajo el gobierno del Comendador (Preceptor), supervisando varias propiedades. Las comandancias se agrupaban en prioratos, bajo el gobierno del Prior, y éstos a su vez en provincias gobernadas por Grandes Comendadores. Éstas se convirtieron en divisiones nacionales llamadas Lenguas. La organización estaba dirigida por el Gran Maestre, elegido entre las filas de los caballeros en un proceso similar al del Gran Maestre de los Templarios. Su cargo era vitalicio, pero no tenían poder absoluto, sino que respondían ante el Capítulo General de los Caballeros que se reunía periódicamente.
Los subordinados inmediatos del Gran Maestre eran siete dignatarios conocidos como los Alguaciles Conventuales. Eran el Gran Comendador (Preceptor), el Mariscal, el Draper (Gran Conservador), el Hospitalario, el Tesorero, el Almirante y el Turcopolier. El Gran Comendador, elegido con la aprobación del Gran Maestre, era el lugarteniente, facultado para sellar por él y, en caso de su captura por el enemigo, para actuar como Maestre ad interim. El Hospitalario tenía su propio sello y era responsable de todo lo relativo a los hospitales de la Orden. El Almirante era en el mar lo que el Mariscal en tierra. El cargo de Condestable dependía del Mariscal y mandaba hasta varios centenares de caballeros, además de cualquier número de mercenarios que se utilizaran en una determinada campaña. El Turcopolier era el jefe de las caballerías, el Maestre Escudero estaba a cargo de los caballos, el Confaloniero era el abanderado y los Castellanos (Châtelains) comandaban los castillos individuales. Las funciones de los oficiales eran similares a las de los templarios.

## Militarización de la Orden (1140-1193)
Fue bajo el magisterio de Raimundo du Puy cuando los Caballeros hospitalarios adquirieron un carácter más militar. Un acta del 17 de enero de 1126 contiene la primera referencia a un Condestable de los hospitalarios, un individuo llamado Durand, que tenía responsabilidades militares. Este hecho es dos años anterior a la formación de los Templarios, pero el aumento de la influencia de los Templarios también contribuyó a la creciente misión militar de los hospitalarios. Las representaciones del siglo XIX en las Salles des Croisades muestran a Raimundo en batalla ya en 1130. La primera mención de que asumieron un papel más militante está relacionada con el castillo cruzado construido en Bethgiblein, erigido por Fulco de Jerusalén en 1135 como parte de una serie de fortificaciones para proteger el reino. Dominaba el camino de Ascalón a Hebrón, y Fulco donó el castillo a la Orden en 1136 para su funcionamiento y mantenimiento. Siguiendo el ejemplo de los templarios, Raimundo desarrolló la protección de los peregrinos proporcionándoles seguridad en sus viajes a los Santos Lugares. A medida que esta transición avanzaba, contrató caballeros y hombres de armas como mercenarios y participó, a través de intermediarios, en la defensa del reino. Ya en 1154, el papa Anastasio IV concedió una categoría de hermanos-sacerdotes, pero no fue hasta los estatutos de 1184 cuando aparecieron los médicos entre el personal sanitario de la Orden. Y en el ámbito militar, los hermanos de armas, reconocidos desde 1160, se formalizaron y la Orden se convirtió, de derecho, en una orden religioso-militar. A partir de 1137, la Orden aparece en las guerras que las tropas del reino de Jerusalén libran contra sus numerosos enemigos que atacan regularmente por todos lados. Ascalón, por su posición a la orilla del mar camino a Egipto, era un peligro permanente para los cristianos, y el enemigo realizaba continuas incursiones en la parte sur del reino. Siguiendo el consejo de Fulco, los francos decidieron fortificar la posición de Hisn Ibn Akkar, que pertenecía a los hospitalarios y estaba situada al este de Ascalon. La obra, dirigida con rapidez por el patriarca latino Guillermo de Malinas, fue encomendada a los hospitalarios, que se colocaron así en una posición de vanguardia en la defensa de los egipcios.

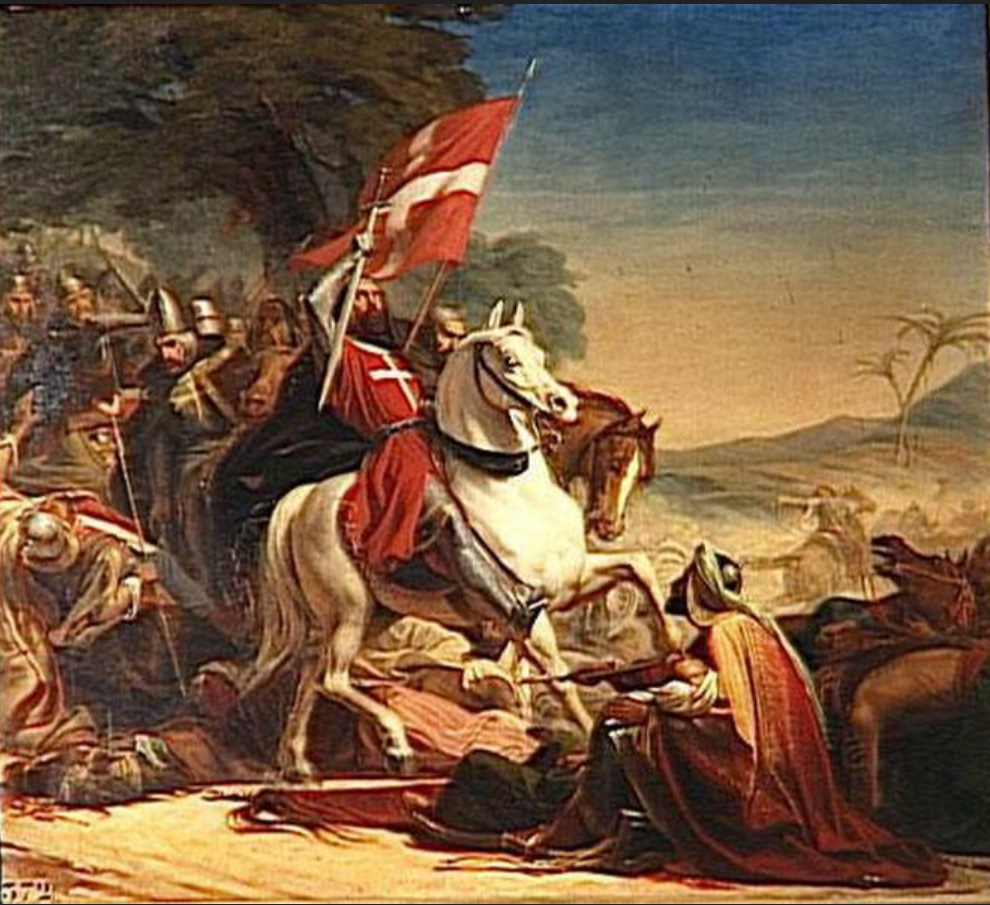
Defensa de Celesyria de Raymond du Puy por Édouard Cibot en la Sala de las Cruzadas del Castillo de Versalles

### La Segunda Cruzada y sus secuelas
Cuando comenzó la Segunda Cruzada en 1147, los hospitalarios eran una fuerza importante en el reino y la importancia política del Gran Maestre había aumentado. En junio de 1148 en el Concilio de Acre, Raimundo du Puy estuvo entre los príncipes que tomaron la decisión de emprender el Sitio de Damasco. La culpa de la desastrosa pérdida resultante recayó en los Templarios, no en los hospitalarios. En Tierra Santa, la influencia de los hospitalarios se hizo preponderante con un papel decisivo asumido en las operaciones militares debido al gobierno de Raimundo.
Tras el fracaso de la Segunda Cruzada, la atención se centró de nuevo en la fortaleza de Ascalón en manos de los fatimíes. Durante el asedio de Ascalón en 1153, se celebró una tregua para que cada bando pudiera enterrar a sus muertos. Balduino III de Jerusalén celebró un consejo en su tienda, con una reliquia de la Vera Cruz presente. Tras cinco meses de asedio, la posición de los francos no había mejorado. Una flota egipcia había dispersado a la flota latina, los templarios habían sufrido una grave derrota durante el asalto y buena parte de los caballeros habían sido masacrados. Los nobles laicos, desanimados por el revés, querían abandonar el asedio, pero Raimundo y el patriarca latino Fulco de Angulema persuadieron a Balduino III de que continuara. El ataque se reanudó con más fuerza que antes y, tres días después, el 19 de agosto de 1153, los musulmanes sitiados capitularon y al día siguiente evacuaron la ciudad.
En 1156, Nūr-ad-Din y su hermano Nasr-ad-Din derrotaron a una fuerza de hospitalarios cerca de su fortaleza de Qalaat el-Marqab cerca de Banias. Después de que Balduino III rompiera un tratado de paz en febrero de 1157, Hunfredo II de Torón, maestro de Banias y el país circundante, tuvo que enfrentarse a los Zenguíes. Rápidamente se dio cuenta de que sus fuerzas por sí solas no serían suficientes y llamó a los hospitalarios. Canjeó su participación por la mitad de Banias y los castillos que dependían de esta ciudad. Su ejército, compuesto principalmente por infantería, contaba con 700 hombres, incluidos los hospitalarios. Pero esto no impidió la derrota cerca de Ras el Ma el 24 de abril, que condujo a la conquista de Banias el 10 de mayo de 1157. Solo pudieron defender el castillo, que Balduino III pudo reabastecer para mantener allí una guarnición. El 19 de junio, el rey fue sorprendido en su camino de regreso a través del Vado de Jacob y derrotado. Logró regresar a Safed y luego a Acre. Nūr-ad-Din abandonó su ataque a Banias y regresó a Alepo, temiendo un ataque de Kilij Arslan II. Hunfredo luego vendió Banias y el castillo Chastel Neuf a los hospitalarios.

### Administración de los castillos de los cruzados
Bajo su magisterio, la Orden recibió numerosas donaciones, en particular del condado de Trípoli, para ayudar a defender Tierra Santa contra los musulmanes. Fue bajo el magisterio de Raimundo du Puy cuando los hospitalarios recibieron el primero de sus castillos cruzados. La Orden también obtuvo numerosos privilegios y exenciones del papado, dotándola de los recursos económicos necesarios para su independencia y liberándola de las autoridades diocesanas, para su disgusto. Los principales bastiones hospitalarios fueron el Crac de los Caballeros, su principal fortaleza en el Levante, ocupada desde 1142 hasta 1271, y Margat en la costa siria, su otro reducto importante desde 1186 hasta 1285. Los principales castillos de los hospitalarios son los siguientes
- Coliath ( La Colée o Qalaat al-Qlaiaat ), cerca de la costa al norte de Trípoli, 1127–1207
- Qalansawe ( Calanson ), tierra adentro desde Netanya, 1128–1187 y 1191–1265
- Bethgiblein ( Beth Gibelin ), al noroeste de Hebrón, 1135–1187
- Crac de los Caballeros ( Hisn al-Akrad ), cerca de Homs, 1142–1271
- Banias, cerca del monte Hermón, brevemente alrededor de 1157
- Castillo de Belmont, cerca de Jerusalén, c. 1160 – 1187
- Arab al-Mulk ( Belda o Beaude ), cerca de Margat, c. 1160 – 1271
- Castillo de Belvoir ( Kawkab al-Hawa ), cerca del mar de Galilea, 1168-1189
- Castillo Rouge ( Qal'at Yahmur ) en la costa siria, c. 1177 – 1289
- Margat ( Marqab ), al sur de Latakia, 1186–1285
- Qurfays ( Corveis ), cerca de Margat, c. 1186 – 1271
- Le Forbelet, en el Valle de Meguido, c. 1168 – 1187
- Castellum Beleismum ( Chateau Saint-Job ), al suroeste de Yenín, 1187-1189
- Qula, al noreste de Ramla, siglo XII
- Chastel Neuf, en el norte de Israel, 1210–
- Selefkeh, en el centro-sur de Turquía, 1210 – mediados del siglo XIII
- Çamardı, en Anatolia central, 1210 –
- Burgata, en el centro de Israel, 1248-1265
- Tel Yokneam ( Caymont o Cain Mons ), sureste de Haifa, 1256-1262
- Tel Afek ( Recordane ), al este de Haifa, 1154–1291
- Nephin, en el norte del Líbano, 1282–1289.

Estos están bien documentados por los extensos trabajos de los arqueólogos de las Cruzadas, incluidos los primeros trabajos del Fondo de Exploración de Palestina, fundado en 1865, y TE Lawrence. Entre los arqueólogos posteriores se encuentran Moshe Sharon, Hugh Kennedy, David Nicolle y Denys Pringle.

### Invasión cruzada de Egipto
Raimundo du Puy murió aproximadamente en 1160, ya sea durante su estancia en Italia o a su regreso a Tierra Santa. Le sucedió Auger de Balben en algún momento de 1160, lo que se refleja en la emisión de su primera acta, fechada el 29 de noviembre de 1160. El magisterio de Balben fue corto, la última mención conocida de él es el 11 de marzo de 1162, y la primera mención de su sucesor es el 19 de enero de 1163. Hay algunas referencias a Arnaud de Comps como sucesor de Auger y las listas más antiguas se refieren a él como cuarto Gran Maestre. Hoy en día, algunos lo consideran como el maestre que nunca existió, pero su nombre aparece en las listas cronológicas colocadas en la cabecera de los estatutos, y se sigue manteniendo en las listas de Grandes Maestres.
Gilbert de Assailly fue un caballero francés que se convirtió en Gran Maestre de los hospitalarios en 1162 y fue bajo su magisterio cuando la Orden se militarizó verdaderamente. Durante su mandato, la Orden adquirió territorios tanto en el Condado de Trípoli como en el Principado de Antioquía. Dos actos de donación en 1168 y 1170 destacaron una transferencia de derechos reales a los hospitalarios y reconocieron privilegios militares por encima del derecho consuetudinario, dándoles una forma de cuasi-soberanía. También compraron la tierra para el Castillo de Belvoir y ampliaron sus fortificaciones. Gilbert comenzó la regulación de la constitución de la Orden, y la primera aparición verificada de los hermanos de armas se produjo entre 1160 y 1163.
Gilbert es recordado principalmente por sus acciones relacionadas con la invasión cruzada de Egipto, particularmente cuando alentó a Amalric de Jerusalén a declarar la guerra a Egipto para expandir los territorios del reino. En el verano de 1164 se desplegó un ejército franco acompañado de un gran contingente de templarios y hospitalarios. El 12 de agosto de 1164, esta fuerza fue derrotada en la Batalla de Harim por Nūr-ad-Din, gobernante de la dinastía Zengid. Fue aquí donde fue capturado Raimundo III de Trípoli. Nūr-ad-Din aprovechó su ventaja al tomar la ciudad de Banias el 18 de octubre de 1164, clave para el paso entre Tiro y Damasco. Más tarde acordó un tratado sobre la base de compartir la mitad con las tropas cristianas del territorio de Tiberíades.
En 1167, Shirkuh, un aliado de Nūr-ad-Din, reunió un ejército en Siria y vino a establecer su campamento en Guiza, frente a El Cairo. Amalric intentó sin éxito cortar el camino a Shirkuh y se retiró a Ascalon para completar la formación de su ejército, que incluía hospitalarios. El 30 de enero de 1167 inició su ofensiva. Shawar, visir del sultán, se alió con Amalric y permitió la entrada de las tropas cristianas en El Cairo. El 18 de marzo de 1167, los cruzados fueron derrotados en la batalla de al-Babein y regresaron a El Cairo. Luego sitiaron Alejandría y, después de 75 días de asedio, Shirkuh pidió la paz. Dejó la tierra a Shawar, regresó a Siria con su ejército proporcionando a los cristianos una importante compensación financiera.

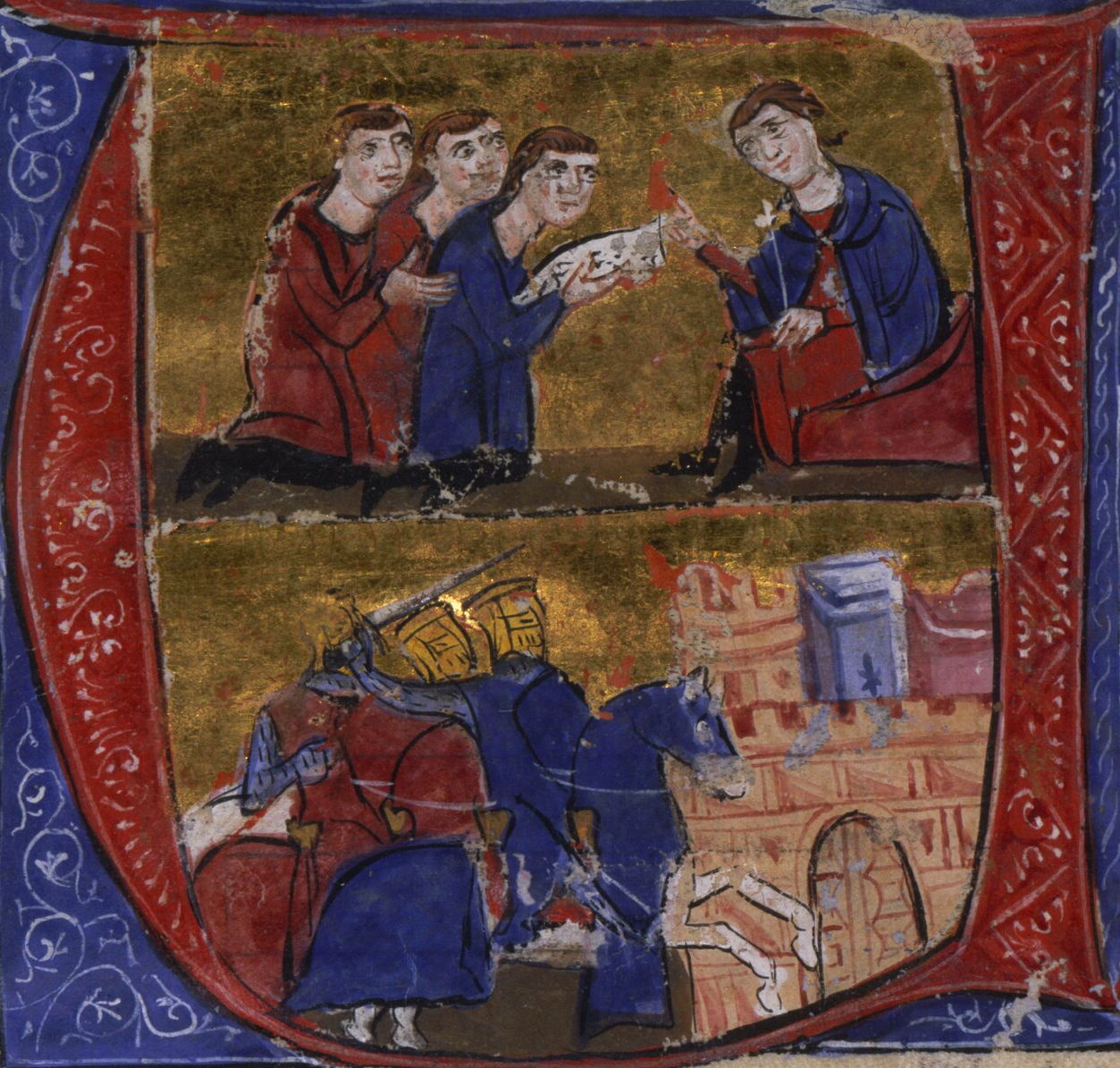
Manuel I Comneno y los enviados de Amalarico de Jerusalén, embajada que se tradujo en el envío de la fuerza bizantina para invadir Egipto. Llegada de los cruzados a Egipto (Historia de Guillermo de Tiro).

Gilbert, todavía convencido de que la conquista de Egipto sería algo bueno, proporcionó en octubre de 1168 mil caballeros y turcopoliers al ejército. A cambio pidió Bilbeis y un vasto territorio entre Siria y el mar. Amalarico partió a fines de octubre. Aún no habían llegado los refuerzos prometidos por Manuel I Comnenos. El 4 de noviembre se apoderó de Bilbeis y el 13 de noviembre se acercó a El Cairo. Los egipcios estaban decididos a defenderse y se formó una nueva alianza entre Nūr-ad-Din, Shirkuh y Shawar. Después de tomar Tinnis, la flota de Amalarico no pudo avanzar por el Nilo y se le ordenó retirarse. El 2 de enero de 1169, las tropas de Jerusalén se retiraron de El Cairo.
Amalarico decidió enviar una embajada a Occidente para pedir ayuda. Este grupo incluía al arzobispo Frederick de la Roche y Guy de Mauny, el Gran Comandante de los hospitalarios. En julio de 1169, la embajada estaba en las cortes papales de Alejandro III; en septiembre y noviembre, en la corte real de Luis VII de Francia; y luego en la corte de Enrique II de Inglaterra. Después de dos años de ausencia, la embajada regresó a Jerusalén con las manos vacías.
En el otoño de 1169, Amalarico, con la ayuda del emperador y de los hospitalarios, inició su cuarta campaña contra Egipto. Allí también se hizo un tratado financiero con los hospitalarios, con la promesa de Bilbeis y el territorio adyacente. El objetivo era Damieta, con las flotas griega y franca asediando por mar y por tierra a finales de octubre. Pero la expedición fracasó una vez más, y regresó a Tiro el 7 de diciembre de 1169.
La última expedición fue un desastre, y Gilbert recibió gran parte de la culpa, lo que hizo que su posición se volviera insostenible. Acusado de haber arruinado a la Orden y de haber descuidado su vocación caritativa, renunció, pero luego recapacitó. Heraclio de Jerusalén, como archidiácono de Jerusalén en 1169, intentó sin éxito persuadir a Alejandro III para que reincorporara a Gilbert. Le sucedió Gastone de Murols, entonces tesorero hospitalario, que cumplió un mandato insignificante de 1170 a 1172. Su elección no fue reconocida por todos los caballeros de la Orden, lo que resultó en el primer conflicto en el liderazgo de la Orden.
En 1171, Amalarico partió de Tierra Santa para visitar Constantinopla y encomendó a un hospitalario llamado Jobert de Siria la tutela de su hijo Balduino IV de Jerusalén, así como la regencia del reino. Después de que Jobert se convirtiera en Gran Maestre en 1172, intervino con éxito para obtener la liberación de Raimundo III de Trípoli, prisionero de Nūr-ad-Din desde su captura en Harim en 1164. Raimundo pidió prestado a los hospitalarios para pagar su rescate. En julio de 1174, Amalarico murió y el senescal Miles de Plancy se convirtió en regente de Balduino IV. Al mes siguiente, Jobert se negó a comprometerse a ayudar a Miles y a Tancredo de Sicilia en su ataque a Egipto. En diciembre se unió al nuevo regente Raimundo en un ataque planeado contra Saladino, entonces sultán. Él y sus fuerzas estaban con el ejército que amenazaba Homs después de que Saladino la hubiera tomado. No se libró ninguna batalla y los francos se marcharon a cambio de la liberación de los rehenes y la remisión de los rescates.

### Saladino y la Tercera Cruzada
El magisterio de Jobert terminó con su muerte en 1177, y Roger de Moulins lo sucedió como Gran Maestre. En ese momento, los hospitalarios formaron una de las organizaciones militares más fuertes del reino, divergiendo de la misión de origen de la Orden. Entre las primeras acciones de Roger estuvo la de instar a Balduino IV de Jerusalén a continuar enérgicamente con la guerra contra Saladino y, en noviembre de 1177, participó en la batalla de Montgisard, obteniendo una victoria contra los ayyubíes. El Papa Alejandro III les llamó a la observancia de la regla de Raimundo del Puy entre 1178 y 1180, emitiendo una bula que les prohibía tomar las armas a menos que fuesen atacados y les instaba a no abandonar el cuidado de los enfermos y pobres. Alejandro III convenció a Roger para que hiciera una tregua en 1179 con el templario Eudes de Saint-Amand, entonces Gran Maestre, también veterano de Montgisard.
En 1184, Roger viajó por Europa con el sucesor de Eudes, Arnoldo de Torroja, y el patriarca latino Heraclio para suplicar al papa Lucio III que convocara una nueva cruzada. Después de la muerte de Balduino V de Jerusalén en agosto de 1186, Roger se opuso a la ascensión al trono de Sibila de Jerusalén y Guy de Lusignan y al principio se negó a entregar su llave del tesoro real cuando fueron coronados en 1186. Esto lo puso en desacuerdo tanto con Reinaldo de Châtillon como con el Gran Maestre Templario Gerard de Ridefort.

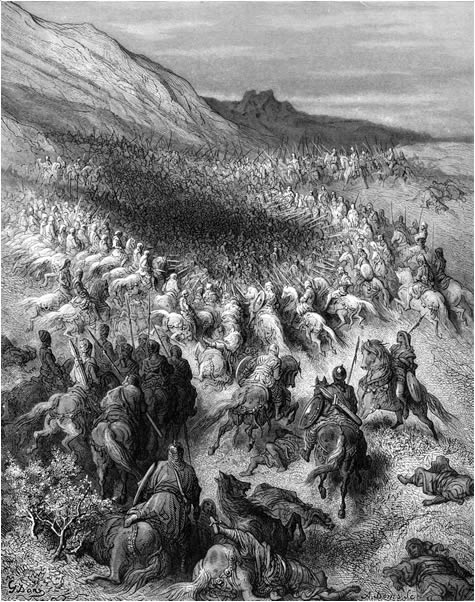
Batalla de Hattin de Gustave Doré

A finales de 1186, Reinaldo de Châtillon, desafiando la tregua con Saladino, había capturado una caravana que iba de El Cairo a Damasco con la hermana del emir. Los barones, reunidos en Jerusalén por Guy de Lusignan, el 27 de marzo de 1187, habían exigido que se produjera una reconciliación entre Lusignan y Raimundo III de Trípoli. Roger, Gerard de Ridefort, el arzobispo Joscio, Balian de Ibelin y Reinaldo de Sidónfueron designados para negociar con Raimundo III en Tiberíades cuando tuvieron que enfrentarse a las tropas musulmanas. Debido al insensato orgullo de Gerardo de Ridefort, el reino se vio envuelto en la desastrosa batalla de Cresson contra Saladino el 1 de mayo de 1187, donde Roger murió por una herida de lanza. De Ridefort sobrevivió a la batalla, pero el mariscal templario Robert Fraisnel también murió. Roger fue sucedido ad interim por Guillermo Borrel, que había sido Gran Comendador durante un breve tiempo en 1187. Borrel nombró a Armengol de Aspa como su sucesor como Gran Comendador
El 2 de julio de 1187, Saladino puso sitio a Tiberíades, capturando la ciudad. Después de la caída de su castillo, los comandantes hospitalarios aconsejaron a Guy de Lusignan que no provocara a Saladino. Pero nuevamente siguiendo el consejo de los Templarios, particularmente de Gerard de Ridefort, el ejército se dispuso a rescatar la ciudad. El 4 de julio, un ejército dirigido por Raimundo III de Trípoli fue sorprendido en la Batalla de Hattin. Desde un principio, los Templarios y hospitalarios no pudieron resistir el ataque. Pidieron ayuda urgente a Guy de Lusignan. Los refuerzos tardaron en llegar y la batalla se convirtió en una derrota, de la que solo unos pocos escaparon. El resto fueron asesinados, incluido William Borrel. El rey y varios nobles del reino cayeron en manos de los ayyubíes. Al día siguiente, Saladino dio muerte a todos los hospitalarios y Templarios en cautiverio a excepción de Gerard de Ridefort. Se dice que el caballero hospitalario Nicasio de Sicilia, más tarde venerado como mártir, fue una de las víctimas de Saladino. El rey y la mayoría de los demás nobles capturados fueron llevados a Damasco para ser liberados a cambio de un rescate. La excepción fue Reinaldo de Châtillon, quien fue decapitado por el mismo Saladino, exigiendo su venganza por las numerosas ofensas de Reinaldo.
Armengol de Aspa fue elevado a Gran Maestre ad Interim tras la muerte de Guillermo Borrel. La victoria musulmana en Hattin abrió el camino a Jerusalén, con la llegada de Saladino el 17 de septiembre, comenzando el sitio de Jerusalén tres días después. La ciudad estaba defendida por unos pocos caballeros y una pequeña guarnición de hospitalarios y Templarios bajo las órdenes de Balian de Ibelin, entonces el señor de mayor rango en la ciudad. Capitularon el 2 de octubre de 1187 y se permitió a los cristianos evacuar la ciudad a cambio de un rescate. La evacuación se realizó en tres grupos, el primero a las órdenes de los Templarios, el segundo a las de los hospitalarios y el último a las órdenes del patriarca latino Heraclio de Jerusalén y Balian de Ibelin. Fueron escoltados hasta las fronteras del condado de Trípoli. A diez frailes de la Orden se les permitió permanecer en Jerusalén para atender a los heridos y enfermos.
Los francos siguieron siendo atacados en el sitio de Tiro, y Saladino llegó en persona el 11 de noviembre de 1187 para reforzar y apoyar a sus tropas. Armengol de Aspa dirigió a los hospitalarios en la defensa junto a los Templarios. A principios de 1188, los francos habían perdido Judea, Samaria y Galilea, pero conservaban Tiro. El castillo de Margat era tan difícil de asaltar que Saladino no intentó sitiarlo. Los hospitalarios defendían el castillo de Belvoir desde agosto de 1187 y, el 2 de enero de 1188, abandonaron la fortaleza y diezmaron las tropas musulmanas, matando al general al mando de Saladino, Sayf al-Din Mahmūd, y capturando un gran alijo de armas. Al este, más allá del Jordán, al-Adil I, hermano de Saladino, atacó los castillos de Crac de los Caballeros y Montreal, que se rindieron por falta de suministros a finales de septiembre de 1188. El sitio de Safed, tomando el castillo de los Templarios, vio su capitulación el 30 de noviembre. Los hospitalarios resistieron hasta el 3 de enero de 1189 en el castillo de Belvoir, y sólo el hambre pudo vencer su resistencia. A fines de 1189, Armengol de Aspa abdicó y no se eligió un nuevo Gran Maestre hasta que Garnier de Naplusa fue elegido en 1190. Garnier había resultado gravemente herido en Hattin en 1187, pero logró llegar a Ascalon y se recuperó de sus heridas. Estuvo en París durante ese tiempo esperando que Ricardo I de Inglaterra partiera en la Tercera Cruzada. Llegó a Messina el 23 de septiembre donde conoció a Felipe II de Francia y Robert IV de Sablé, pronto para ser Gran Maestre de los Templarios. Entre los hospitalarios de la fuerza estaba el italiano Ugo Canefri.

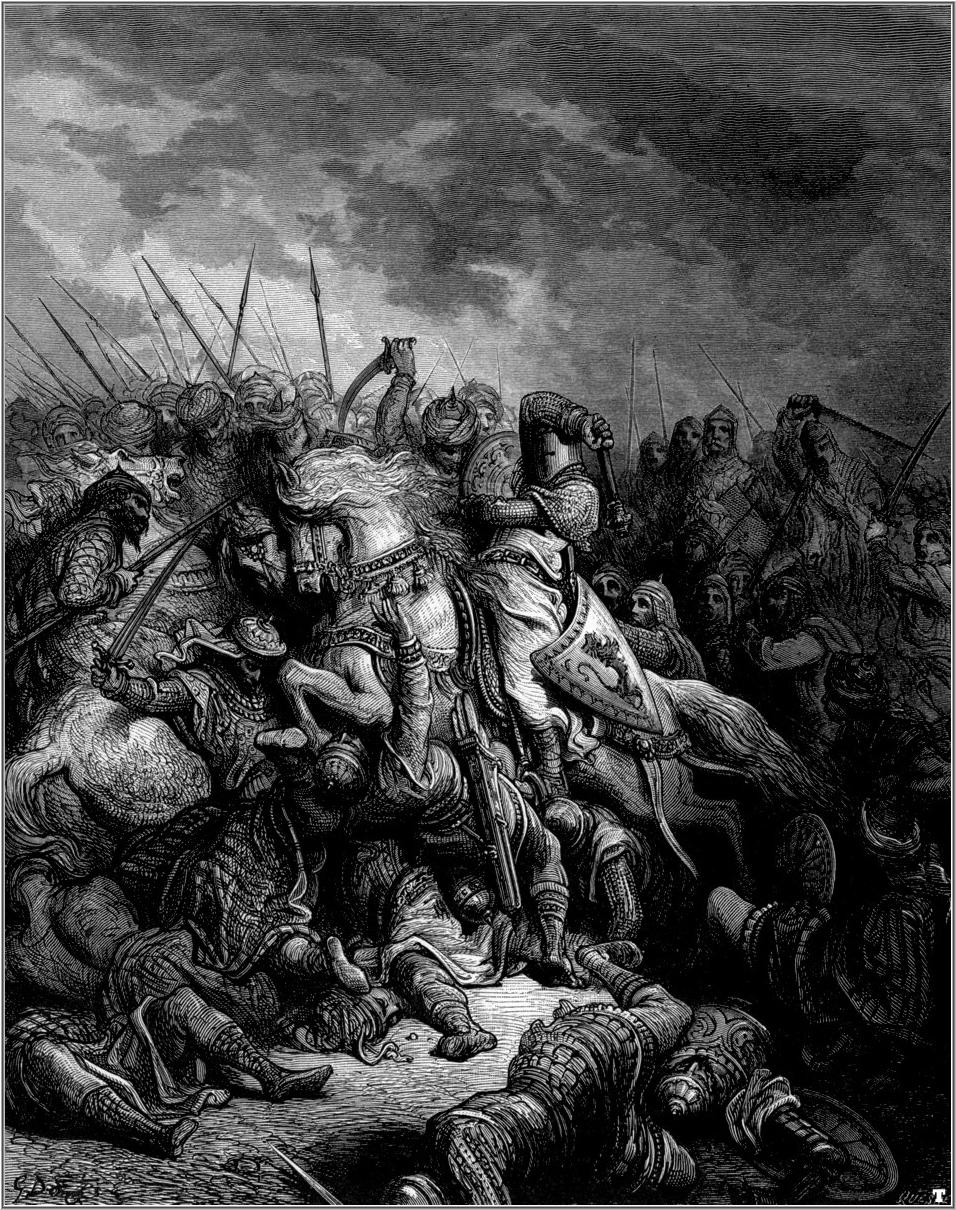
Ricardo Corazón de León y Saladino en la batalla de Arsuf, de Gustave Doré

Garnier salió de Messina el 10 de abril de 1191 con la flota de Ricardo, que luego ancló el 1 de mayo en el puerto de Lemesos. Ricardo sometió la isla el 11 de mayo a pesar de la mediación de Garnier. Partieron de nuevo el 5 de junio y llegaron a Acre, bajo control ayyubí desde 1187. Allí encontraron a Felipe II de Francia liderando el Sitio de Acre, un intento de dos años para desalojar a los musulmanes. Los sitiadores finalmente tomaron la delantera y, bajo la mirada impotente de Saladino, los defensores musulmanes capitularon el 12 de julio de 1191.
El 22 de agosto de 1191, Ricardo viajó al sur a Arsuf. Los Templarios formaban la vanguardia y los hospitalarios en la retaguardia. Ricardo viajó con una fuerza de élite lista para intervenir cuando fuera necesario. Los hospitalarios fueron atacados el 7 de septiembre, al comienzo de la Batalla de Arsuf. Situados en la retaguardia de la columna militar, los caballeros de Garnier estaban bajo una fuerte presión por parte de los musulmanes y él avanzó para persuadir a Ricardo de que atacara, a lo que este se negó. Finalmente, Garnier y otro caballero cargaron hacia adelante, y pronto se les unió el resto de la fuerza hospitalaria. Ricardo, a pesar de que se habían desobedecido sus órdenes, hizo una señal para una carga completa. Esto atrapó al enemigo en un momento vulnerable, y sus filas se rompieron. Garnier jugó un papel importante en ganar la batalla, aunque en contravención de las órdenes de Ricardo.

## Los hospitalarios y las Cruzadas hasta 1254
Garnier de Nablus murió en la segunda mitad de 1192 y su sucesor Geoffroy de Donjon asumió el cargo de Gran Maestre poco después. Geoffroy serviría hasta 1202, pero no comprometería a la Orden a apoyar la Cruzada de 1197 ni la Cuarta Cruzada. En el verano de 1202, estuvo con el legado papal Soffredo Gaetani durante un viaje que intentaba reconciliar problemas en la sucesión de gobernantes en el Principado de Antioquía. El 23 de marzo de 1203 tuvo lugar el segundo viaje a Antioquía, pero sin Geoffroy de Donjon, que había desaparecido. En cambio, la Orden estuvo representada por Pierre de Mirmande, quien se convirtió en Gran Maestre interino, y los Templarios por el Gran Maestre Phillipe de Plessis. De Mirmande había sido Châtelain del Crac des Chevaliers y fue Gran Comandante cuando ascendió brevemente. Pronto fue reemplazado formalmente como Gran Maestre por Afonso de Portugal. Afonso era el hijo ilegítimo de Afonso I de Portugal y había sido un alto miembro de los hospitalarios en Iberia. Renunció en 1206, el primer Gran Maestre en hacerlo, y fue reemplazado por Geoffroy le Rat. Le Rat murió en 1207 después de cumplir un mandato breve y sin complicaciones.

### Guerra de Sucesión de Antioquía
Guarino de Montaigu fue elegido Gran Maestre en el verano de 1207. Fue descrito como "la figura de uno de los más grandes maestres de los que el Hospital tiene motivos para estar orgulloso". Se cree que era el hermano de Pierre de Montaigu, quien sirvió como Gran Maestre Templario de 1218 a 1232. Al igual que sus dos predecesores, Montaigu se vio involucrado en los asuntos de Antioquía en la Guerra de Sucesión de Antioquía, que comenzó con la apertura del testamento de Bohemundo III de Antioquía. El testamento dirigía a su nieto Raimundo Rubén como sucesor. Bohemundo IV de Antioquía, segundo hijo de Bohemundo III y conde de Trípoli, no aceptó este testamento. León I de Armenia, como tío abuelo materno, se puso del lado de Raimundo Rubén. Sin embargo, sin esperar a la muerte de su padre, Bohemundo IV había tomado posesión del principado. Los Templarios se habían alineado con la burguesía de Antioquía y az-Zahir Ghazi, el sultán ayyubí de Alepo, mientras que los hospitalarios se habían puesto del lado de Raimundo Rubén y el rey de Armenia.
Cuando de Montaigu se hizo cargo de los hospitalarios, nada había cambiado. León I de Armenia se había hecho dueño de Antioquía y había restablecido allí a su sobrino nieto. Pero fue de corta duración, y como el conde de Trípoli siguió siendo dueño de la ciudad. León I apoyó sus pretensiones confiscando los bienes de los templarios en Cilicia, arruinando el comercio de Antioquía con incursiones, e incluso arriesgándose a la excomunión en 1210-1213. Se llegó a un acuerdo entre el rey y los templarios, y se revocó la excomunión. El 14 de febrero de 1216, Antioquía fue puesta en manos de León I y de su sobrino Raimundo Roubén. La nobleza antioquena permitió el regreso de Bohemundo IV y la huida de Raimundo Roubén, que murió posteriormente en 1222.
Bohemundo IV se vengó de los hospitalarios, devolviéndoles el castillo de Antioquía y sus posesiones de Trípoli fueron dañadas. Honorio III intercedió en su favor en 1225 y 1226, y su sucesor Gregorio IX excomulgó a Bohemundo IV en 1230. Autorizó a Gerald de Lausana, patriarca latino de Jerusalén, a levantar la prohibición si Bohemundo aceptaba hacer la paz con los hospitalarios. Con la mediación de Gerald y los Ibelins, Bohemundo y los hospitalarios acordaron un tratado que se firmó el 26 de octubre de 1231. Bohemundo confirmó el derecho de los hospitalarios a poseer Jabala y una fortaleza cercana y les concedió feudos de dinero tanto en Trípoli como en Antioquía. Los hospitalarios renunciaron a los privilegios que les había concedido Raimundo Rubén. En poco tiempo, Gerald de Lausana levantó la excomunión y envió el tratado a Roma para que fuera confirmado por la Santa Sede.

### La Sexta Cruzada
Guérin de Montaigu y los hospitalarios desempeñaron un papel importante en la Quinta Cruzada. Tras la llegada de la primera oleada de tropas a Acre a finales del verano de 1217, de Montaigu llevó a Chipre a Leopoldo VI de Austria, a Hugo I de Chipre y a Andrés II de Hungría a petición de Inocencio III. Juan de Brienne los reunió en presencia de los tres Grandes Maestres -Guérin de Montaigu, Pierre de Montaigu y Hermann de Salza- para celebrar un consejo de guerra y determinar el curso de acción a seguir en Siria. Primero atacaron la fortaleza del monte Tabor, que tuvo que ser abandonada, y más tarde sitiaron Sidón, que fue reformada. Estas fueron las dos únicas acciones significativas que se llevaron a cabo entre noviembre y diciembre de 1217. Los cruzados terminaron su campaña en Siria y regresaron a Acre. El rey de Hungría, cediendo al desánimo, regresó a Hungría en enero de 1218
La llegada de nuevos peregrinos de Frisia y el norte de Alemania reavivó la Cruzada. Antes del invierno de 1218, con la ayuda de los hospitalarios, restablecieron las fortificaciones de Cesarea y, con los Templarios, el Château Pèlerin. Pero esto no fue suficiente para mantener a todos ocupados, y se decidió una expedición a Egipto. Los cruzados, el patriarca latino Raoul de Merencourt, los prelados de Tierra Santa y los Grandes Maestres, estaban todos bajo las órdenes del rey de Jerusalén, Juan de Brienne. Se embarcaron desde Acre en mayo de 1218, comenzando la invasión de Egipto en junio. En una escaramuza el 22 de agosto de 1219 cayó el mariscal hospitalario Aymar de Lairon con treinta y dos de sus compañeros. El asedio de Damietta se completó con éxito en noviembre de 1219 y de Montaigu se distinguió en la batalla. Colocada en una posición crítica tras la batalla de Mansurah en agosto de 1221, la fuerza cruzada negoció con los musulmanes el 30 de agosto de 1221 la evacuación de Damietta y el regreso a Acre. Así, la Quinta Cruzada terminó en un fracaso.

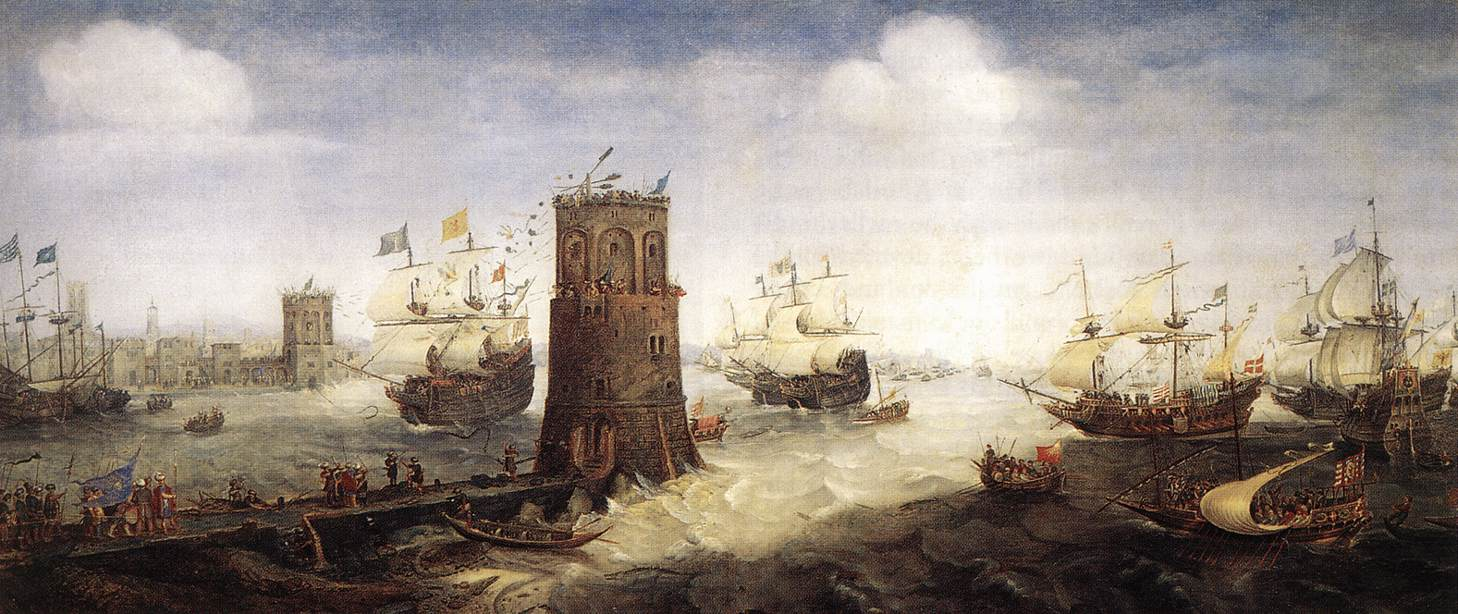
Los cruzados atacan la torre de Damietta en una pintura de Cornelis Claesz van Wieringen.

En 1222, el emperador Federico II envió cuatro barcos a Acre para transportar a Juan de Brienne, Raoul de Merencourt, el legado Pelagio Galvano y los Grandes Maestres a Sicilia para consultar con él sobre su promesa de ir a la Cruzada. Se embarcaron para Brindisi en septiembre de 1222 y se reunieron con el Papa en Roma en enero de 1223. Tuvieron una entrevista con Federico en Ferentino del 17 de febrero al 26 de marzo de 1223, donde Federico se comprometió a partir hacia Tierra Santa en 1225. Juan de Brienne y de Montaigu continuaron su viaje a Francia e Inglaterra para pedir ayuda real, sin efecto perceptible. Luego, los dos se separaron, y de Montaigu se dirigió a Burdeos y regresó a la sede a través de Armenia. A su regreso a Palestina, se encontró con la agitación y trató en vano de reconciliar a los hospitalarios con los Templarios. En 1228 persuadió a Gregorio IX para que rompiera la tregua que mantenían las potencias cristianas y musulmanas, pero se negó a servir en el ejército comandado por el excomulgado Federico II.
Guérin de Montaigu murió en Palestina en 1228 y fue sucedido por Bertrand de Thessy. La elección de Bertrand como Gran Maestre corresponde a la llegada de Federico a Tierra Santa. Federico había sido excomulgado en septiembre de 1227 y el Papa pidió al nuevo patriarca latino Gérold de Lausana que promulgara la sentencia de excomunión y ordenara a las tres órdenes militares que le negaran la obediencia. Bertrand y el templario Pierre de Montaigu se negaron a reconocerlo como rey de Jerusalén, a pesar de su matrimonio con Isabel II de Jerusalén en agosto de 1225. Hermann de Salza, poco acostumbrado a la desobediencia de un soberano germano, apoyó plenamente al emperador.
Al comienzo de la Sexta Cruzada, Federico dirigió un pequeño contingente al sur de Acre y en noviembre de 1228 tomó el control de Jaffa. Le siguieron los Templarios y los hospitalarios a un día de camino, respetando la posición del Papa. También vieron negativamente que Federico se comprometiera con el sultán al-Kamil en medio de sus tropas. Al carecer de un ejército fuerte, el emperador no buscaba la confrontación sino la negociación. Las negociaciones se iniciaron en el campamento hospitalario de Tel Afek y concluyeron con éxito el 18 de febrero de 1229, con lo que Jerusalén, Belén y Nazaret fueron devueltas a los francos. Este tratado de paz, de diez años, seis meses y diez días de duración, comenzaría el 24 de febrero de 1229. De hecho, estaba mejor en el pergamino en el que estaba escrito que en la realidad, ya que los musulmanes se quedaron con puntos estratégicos clave. El emperador había logrado el objetivo de Jerusalén, lo que le permitió regresar a la Ciudad Santa y ser coronado como rey. El 18 de marzo de 1229, Federico se coronó a sí mismo, ya que nadie quería violar las órdenes papales. Volviendo a Acre ante la hostilidad, se embarcó hacia Italia el 1 de mayo de 1229
Bertrand de Thessy, los templarios y el patriarca Gérold de Lausana, en representación del clero de Tierra Santa, se negaron a aceptar el tratado, ya que Antioquía y Trípoli estaban excluidas de las consideraciones. No se había hecho ningún esfuerzo por proteger los intereses de estos estados cruzados. Otro problema fue la decisión de dejar dos santuarios cristianos a los musulmanes: el Templo de Nuestro Señor (Mezquita de Omar) y el Templo de Salomón (Mezquita de al-Aqsa). Además, Gregorio IX emitió una bula papal en agosto de 1229 dirigida al patriarca latino en la que ordenaba que los hospitalarios mantuvieran la jurisdicción sobre los Caballeros Teutónicos en castigo por su seguimiento de Federico. Los hospitalarios y los Templarios aprovecharon que estaban excluidos del tratado y, en el otoño de 1229, dirigieron una exitosa incursión en el norte del país contra los musulmanes de la fortaleza de Montferrand y una desastrosa expedición a Hama en julio y agosto de 1230. La esperanza volvió cuando Federico obtuvo del Papa el alivio de su excomunión el 28 de agosto de 1230 en el Tratado de San Germano, y devolvió a los hospitalarios y a los Templarios los bienes confiscados en Sicilia.

### La Orden y la política de Tierra Santa (1230-1244)
Bertrand de Thessy murió en Acre en 1231 y fue sucedido por Guérin Lebrun. En 1233, los hospitalarios bajo el mando de Guérin tomaron parte destacada en el exitoso ataque al principado de Hama. El motivo de este conflicto no fue más que la negativa del emir a pagarles el tributo debido, lo que parece indicar una creciente secularización de su espíritu. El ejército se reunió en la llanura del valle de Beqaa, al pie del Crac de los Caballeros. Incluía hospitalarios, una fuerza templaria bajo el mando de Armand de Périgord y caballeros locales bajo el mando de Juan de Ibelín y Enrique de Antioquía. Saquearon Montferrand y sus alrededores, regresando sin incidentes.
Guérin murió después de mayo de 1236 y su sucesor como Gran Maestre fue Bertrand de Comps. La Orden al menos dos veces comenzó a negociar una alianza con los enemigos de los francos de Tierra Santa, los ayyubíes. Gregorio IX amenazó con la excomunión y también los acusó de querer llegar a un entendimiento con los Nizaríes contra Bohemundo V de Antioquía con quien estaban en abierta hostilidad. Les reprochó que pagaran tributo a cambio de su protección. El 13 de marzo de 1238 formuló una nueva acusación contra los hospitalarios, acusándolos de vida escandalosa y disciplina laxa. Los acusó de apoyar a Juan III Doukas Vatatzes, yerno de Théodore Lascaris, el emperador proclamado de Nicea, al amenazar la vacilante dominación de los emperadores de Constantinopla.
Bertrand de Comps murió ya en abril de 1239 y le sucedió Pierre de Vieille-Brioude. Bertrand había muerto durante la Cruzada de los Barones y de Vieille-Brioude era entonces Gran Comandante de los hospitalarios. Acompañaba a Teobaldo I de Navarra y a sus fuerzas cuando salieron de Francia hacia Tierra Santa en agosto de 1239. En representación de los hospitalarios, los Templarios y los Caballeros Teutónicos, de Vieille-Brioude aconsejó a Teobaldo que no marchara a Gaza para luchar contra el sultán de Damasco, al-Salih Ismail. Haciendo caso omiso de sus consejos, avanzó y en la Batalla de Gaza el 13 de noviembre de 1239, Teobaldo sufrió una derrota tan sangrienta allí que de Vieille-Brioude y Armand de Périgord, con gran dificultad, lo disuadieron de atacar al siguiente día a riesgo de convertir una derrota en una retirada. Se retiró a Jaffa y Ascalon.
En el verano de 1240, de Vieille-Brioude era ya Gran Maestre y consideró la propuesta de al-Salih Ismail, que quería reconquistar Damasco. El sultán ofreció a los francos la restitución de Safed, del castillo de Beaufort, de los territorios entre Sidón y Tiberíades y de los situados bajo el Jordán. Estos fueron divididos entre las dos órdenes. Teobaldo, en ausencia de los hospitalarios y de un gran número de cruzados, había aliado sus fuerzas restantes con al-Salih Ismail, que iba a ser derrotado en su reconquista de Damasco. Teobaldo retrocedió entonces a Ascalón, implementando nuevas fortificaciones, y abandonando Tierra Santa en septiembre de 1240
Poco después de la partida de Teobaldo, una hueste inglesa llegó a Acre el 11 de octubre de 1240 dirigida por Ricardo de Cornualles. Completó las fortificaciones de Ascalon en marzo de 1241 cuando se presentó el tratado con los ayyubíes para la ratificación de Ricardo. Ricardo, siguiendo el consejo de Vieille-Brioude, Hugo de Borgoña y Gualterio de Jaffa, ratificó el tratado el 23 de abril de 1241 y regresó a Inglaterra el 3 de mayo. Ricardo no tuvo gran estima por los Templarios y los hospitalarios, quienes se encargaron de defender Tierra Santa, compitiendo por sus riquezas en lugar de ponerlas al servicio de la salvación del reino. En su opinión, ignoraban las órdenes del Papa y siempre estaban listos para luchar entre sí. El conflicto comenzó tan pronto como Ricardo partió, con los Templarios, rechazando la tregua iniciada por Ricardo, atacando a los hospitalarios y la Orden Teutónica, que la habían aceptado. Armand de Périgord dirigió a los Templarios y los sitió en Acre, cortándoles la comida y evitando que enterraran a sus muertos fuera de su convento. Esto ocurrió en ausencia de Vieille-Brioude que estaba luchando en Margat contra an-Nasir Yusuf de Alepo.

## La pérdida del Levante mediterráneo (1244-1291)
Pierre de Vieille-Brioude murió en 1242 y fue sucedido por Guillaume de Chateauneuf, un caballero francés que se unió a la Orden en 1233 y se convirtió en Mariscal en 1241. Cuando de Chateauneuf asumió el cargo de Gran Maestre, los ayubíes acababan de dejar Jerusalén a los cristianos. El Reino de Jerusalén estaba en su mayor tamaño desde 1187. Pero estas ganancias se revertirían dramáticamente en pocos años

### La pérdida de Jerusalén y la batalla de La Forbie
Los Templarios comenzaron a fortificar la ciudad de Jerusalén en 1244 cuando ocurrió la invasión de los Jorezmitas, una fuerza convocada por as-Salih Ayyub, el sultán de Egipto. Se apoderaron de Tiberíades, Safed y Trípoli y comenzaron el asedio de Jerusalén el 15 de julio de 1244. Debido al acuerdo entre Federico II y al-Kamil, las murallas no estaban suficientemente fortificadas y no pudieron resistir el ataque. El patriarca de Jerusalén Roberto de Nantes y los líderes de los Templarios y hospitalarios acudieron en apoyo de los habitantes de la ciudad e inicialmente repelieron a los atacantes. El Castellano imperial y el Gran Comendador del Hospital perdieron la vida en la batalla, pero no llegaba ayuda de los francos. Los defensores recurrieron a su aliado más cercano, an-Nasir Dā'ūd, emir de Kerak, quien acobardó a los Jorezmitas para que permitieran el paso seguro a los defensores. En la confusión, los habitantes abandonaron Jerusalén, pero miraron hacia atrás y vieron las banderas de los cristianos ondeando en las murallas de la ciudad. Así engañados, se volvieron y todos fueron masacrados, mientras que la ciudad fue saqueada.
Se reunió una fuerza combinada, formada por Templarios, hospitalarios y Caballeros Teutónicos, uniéndose a un ejército musulmán de sirios y transjordanos bajo el mando de al-Mansur Ibrahim y an-Nasir Dā'ūd. Este ejército fue puesto bajo el mando de Gualterio IV de Brienne y abandonó Acre, ahora sede de la Orden, y partió el 4 de octubre de 1244. Cayeron sobre los Jorezmitas y las tropas egipcias comandadas por Baibars, futuro sultán de Egipto, el 17 de octubre. En la Batalla de La Forbie, cerca de Gaza, los aliados musulmanes de los francos se retiraron en el primer encuentro con el enemigo y los cristianos se encontraron solos. La lucha desigual terminó en desastre: 16.000 hombres perdieron la vida y 800 fueron hechos prisioneros, entre ellos 325 caballeros y 200 turcopolier de los hospitalarios. El propio Guillaume de Chateauneuf fue capturado y llevado a El Cairo. Solo 18 Templarios y 16 hospitalarios lograron escapar.
Fue entonces cuando Jean de Ronay, el Gran Comandante, asumió el cargo de Gran Maestre ad Interim, a la espera de la liberación de Chateauneuf. Después de la campaña de La Forbie, solo los castillos de Safed y Ascalon se habían defendido del ataque. Ascalon estaba custodiado por los hospitalarios y resistió el ataque de Baibars. Los Jorezmitas continuaron atacando Acre y Jaffa. En el otoño de 1245, fue la captura de Damasco por las tropas egipcias ayudadas por los Jorezmitas lo que puso a Egipto y Siria en manos de as-Salih Ayyub. En 1246, las tropas musulmanas iniciaron asedios fallidos de Ascalon, Acre y la fortaleza templaria de Château Pèlerin. Tiberíades fue capturada el 16 de junio de 1247 y poco después cayó Ascalón.
El patriarca latino Roberto de Nantes había estado presente en La Forbie, escapando por los pelos. En 1247 envió una Reliquia de la Santa Sangre a Enrique III de Inglaterra en un intento fallido de convencerlo de ir a Tierra Santa. La autenticidad de la reliquia fue atestiguada por los sellos de los Grandes Maestres de los hospitalarios y los Templarios. Enrique había recibido numerosas reliquias de este tipo de los hospitalarios desde 1235, incluyendo trozos de la zarza ardiente, una huella de Cristo y una espina de la Cruz de Espinas

### Séptima Cruzada y sus secuelas
La pérdida de Jerusalén y la derrota en La Forbie esencialmente eliminaron el poder militar occidental en Tierra Santa. Luis IX de Francia se vio obligado a responder, tomando la cruz en diciembre de 1244, liderando la Séptima Cruzada. Se hizo a la mar desde Aigues-Mortes el 25 de agosto de 1248, desembarcando en Chipre tres semanas después. Llegó con la reina Margarita de Provenza y sus hermanos Carlos I de Anjou y Roberto I de Artois. En Chipre esperaban Enrique I de Chipre y los representantes de las órdenes militares, Jean de Ronay para los hospitalarios y Guillaume de Sonnac para los Templarios.

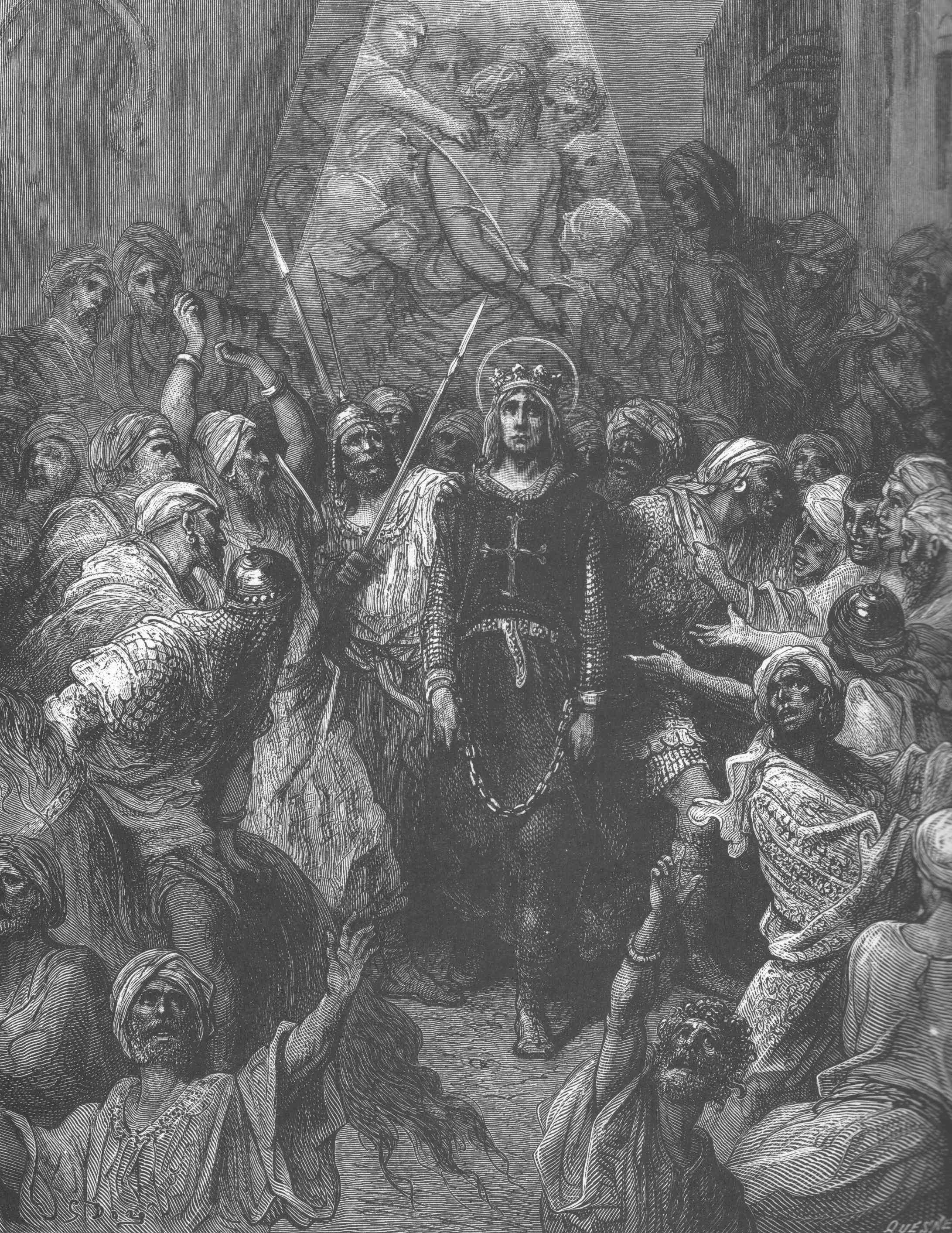
Luis IX hecho prisionero en la batalla de Fariskur (Gustave Doré)

Tras desembarcar en Egipto, las fuerzas cruzadas obtuvieron los primeros éxitos en el sitio de Damieta, el 6 de junio de 1249, y en la Batalla de El Mansurá, el 8 de febrero de 1250. Fue en los combates posteriores a esta última batalla donde murió de Ronay. Durante la batalla de Fariskur, el 6 de abril de 1250, el desastre golpeó a las fuerzas francas. Luis y muchos otros fueron capturados.
Tras los desastrosos resultados de la Cruzada (que incluyeron la muerte de muchos líderes de los hospitalarios), Luis IX regresó a Acre el 13 de mayo de 1250. Todas las partes le instaron a regresar a Francia, pero él no quería abandonar Tierra Santa hasta que no hubiera conseguido la liberación de los prisioneros. Para acelerar su liberación, delegó en dos ocasiones en Jean de Valencienne, canónigo de Acre, que consiguió la liberación de un gran número de prisioneros, entre ellos Guillaume de Chateauneuf y veinticinco hospitalarios. Los liberados llegaron a Acre el 17 de octubre de 1250.
Después de su liberación, Guillaume de Chateauneuf volvió a la dirección de los hospitalarios. En 1254, se concluyó una tregua de diez años entre Aybak, gobernante efectivo de Egipto, an-Nasir Yusuf, sultán de Damasco, y Occidente, incluidos los hospitalarios, Templarios, barones de Tierra Santa, Godofredo de Sergines, representante de Luis IX, y Juan de Ibelín. Pero los conflictos internos de los cristianos continuaron. Los genoveses y los venecianos habían compartido la posesión de la Iglesia de San Sabas, y cada uno quería la posesión exclusiva, lo que condujo a la Guerra de San Sabas. El Papa pensó que había resuelto el problema al comprometer al abad a vender la iglesia a los genoveses, pero luego revirtió su decisión. Los que se habían puesto del lado de los derechos de Hugo II de Lusignan se unieron en torno a los venecianos, incluidos los Templarios, y los que se habían puesto del lado de Conradino, incluidos los hospitalarios, se unieron en torno a los genoveses. Los hospitalarios esperaron el éxito de la flota genovesa alrededor de Acre con el contingente reunido por Philippe de Montfort. Pero, el 24 de junio de 1258, fue el fracaso de la flota genovesa, los venecianos arruinan su distrito en Acre compartiéndolo y los prisioneros son conducidos a Tiro. Esto marcó el fin de las hostilidades.
Guillaume de Chateauneuf murió en 1258 y fue sucedido por Hugues de Revel. De Revel fortaleció el dominio hospitalario al adquirir la abadía benedictina en el monte Tabor, pero el consentimiento del arzobispo Enrique de Nazaret no se obtuvo hasta 1263. También tuvo contacto directo con Baibars varias veces hasta 1268, pero no tomó partido en la Primera Batalla de Homs en 1260. En marzo de 1265, 270 hospitalarios repelieron el asedio de Arsuf por parte del ejército mameluco que duró cuarenta días, lo que provocó que la ciudad fuera arrasada y los habitantes supervivientes vendidos como esclavos. Esto llevó a los hospitalarios a negociar una tregua por separado para el Crac des Caballeros y la fortaleza de Margat en 1267, pero los ejércitos de Baibars provocaron la caída del Crac de los Caballeros en 1271, lo que no impidió que de Revel negociara una tregua el mismo año. Margat permanecería en manos hospitalarias hasta 1285.

### Intriga política en el Reino
Hugues de Revel murió en 1277 y su sucesor Nicolás Lorgne, anteriormente castellano del Crac de los Caballeros, se convirtió en Gran Maestre en junio de 1278. Lorgne inmediatamente se involucró en la política del reino. La pretensión de Hugo de Lusignan al trono de Jerusalén fue impugnada por María de Antioquía, que había cedido sus pretensiones a Carlos I de Anjou. Carlos nombró a Roger de San Severino para administrar el reino como su alguacil. San Severino desembarcó en Acre el 7 de junio de 1277. El alguacil de Hugo III, Balian de Arsuf, entregó la ciudad sin resistencia. Aunque inicialmente sólo los hospitalarios y los venecianos reconocieron a Carlos como legítimo gobernante, los barones del reino también rindieron homenaje a San Severino después de que éste amenazara con confiscar sus propiedades. Los mamelucos ya habían confinado el reino a una pequeña franja costera y Carlos había ordenado a San Severino que evitara los conflictos con Egipto.
En 1278, Guy II Embriaco y los templarios asaltaron Trípoli, pero se encontraron fuera de las murallas con Bohemundo VII de Trípoli. Bohemundo fue derrotado, pero la flota templaria fue dispersada por una tormenta y la flota de Bohemundo atacó y dañó las posiciones templarias, y Lorgne medió una tregua. El último conflicto comenzó en enero de 1282, cuando los embriacos intentaron tomar Trípoli por sorpresa, esperando ser recibidos por sus aliados templarios. Pronto descubrieron que el Gran Maestre Guillaume de Beaujeu estaba ausente y buscaron refugio en los hospitalarios, quienes los entregaron a Bohemundo con la condición de que les perdonara la vida. Los amigos de Guy fueron cegados, pero Bohemundo hizo que la familia Embriaco fuera llevada al castillo de Nephin y enterrada hasta el cuello en arena en el foso. Este último acto distanció aún más a los genoveses y a Juan de Montfort, pero Bohemundo venció a este último en la toma de control de Biblos

### Los mongoles y mamelucos
La política de Nicolás Lorgne hacia los mongoles fue quizás más personal. En 1280, la invasión mongola de Siria se enfrentó sin resistencia seria a los defensores mamelucos. Los hospitalarios aprovecharon la desorganización total que reinaba, hicieron una salida de la fortaleza de Margat con 200 caballeros y asaltaron la región para hacerse con un botín considerable. A finales de octubre de 1280, de regreso, se enfrentaron a una tropa de 5.000 jinetes turcomanos a los que derrotaron (perdiendo sólo un sargento de armas) a pesar de su inferioridad numérica. En febrero de 1281, el emir del Crac de los Caballeros, entonces bajo el mando de Badr al-Din Solamish, quiso vengarse y atacó a los hospitalarios con 7.000 jinetes. La Orden desplegó 600 jinetes y la derrota del emir fue completa. Los hospitalarios sólo perdieron un caballero y 12 sargentos La muerte de Baibars en julio de 1277 fue motivo de alegría en el reino. El nuevo sultán de Egipto, al-Mansûr Qalawun, usurpó rápidamente a los hijos de Baibars y llegó a un acuerdo con el na'ib mameluco de Damasco, Sunqur al-Ashqar, el 24 de junio de 1281. También concluyó una tregua con los hospitalarios de Acre y Bohemundo VII que duraría más de diez años. Los hospitalarios de Margat no respetaron este tratado y se unieron a las fuerzas mongolas de Möngke Temür. Tras la derrota de los mongoles en la sangrienta segunda batalla de Homs, el 29 de octubre de 1281, al-Mansûr anunció que iba a vengarse del fracaso de Margat. Una carta del hospitalario inglés José de Chauncy a Eduardo I de Inglaterra describe la batalla. Los hospitalarios acumularon suministros y fuerzas en la fortaleza de Margat y mejoraron las defensas, lo que no impidió que desplegaran un contingente de 100 jinetes compuesto por 50 lanzas tomadas de entre los caballeros y 50 turcopoliers al rey de Armenia.
El 17 de abril de 1285, a pesar del acuerdo de paz, al-Mansûr atacó Margat. Prendió fuego a una parte de las murallas y en el momento de aprovechar la brecha así creada la torre de la Esperanza se derrumbó y llegó a obstruir la brecha el 23 de mayo. Los hospitalarios negociaron su rendición y Margat capituló el 25 de mayo. Se les permitió salir con 2.000 monedas de oro y lo que podían llevar 25 mulas. Partieron hacia Trípoli y Tortosa. En lugar de destruir Margat como hizo con otras fortalezas, al-Mansûr reparó sus defensas y colocó allí una fuerte guarnición debido a su valor estratégico

### La pérdida de Acre
No estamos seguros de que Nicolás Lorgne conociera la caída de Margat, ya que murió pocas semanas después de la rendición de la fortaleza. El Gran Comandante Jacques de Taxi fue nombrado Gran Maestre interino antes de la llegada del sucesor de Lorgne, Jean de Villiers, a Tierra Santa durante el otoño de 1286. El 17 de marzo de 1289, los mamelucos comenzaron el sitio de Trípoli. Se movilizaron todas las fuerzas cristianas, incluidos los hospitalarios, los Templarios y los dirigidos por Amaury de Lusignan. La destrucción de la torre de los hospitalarios selló el destino de la ciudad el 26 de abril de 1289. El papel de Villiers sigue siendo incierto, pero las fortalezas de Nephin, en el dominio de los hospitalarios, y Batroun cayeron en manos de los mamelucos. Los únicos enclaves francos en Tierra Santa que quedaron fueron Acre, Haïfa, Sidón, Tiro y Beirut. La muerte de al-Mansur Qalawun fue un respiro para los cristianos, pero su hijo al-Ashraf Khalil había jurado a su padre tomar Acre.
.

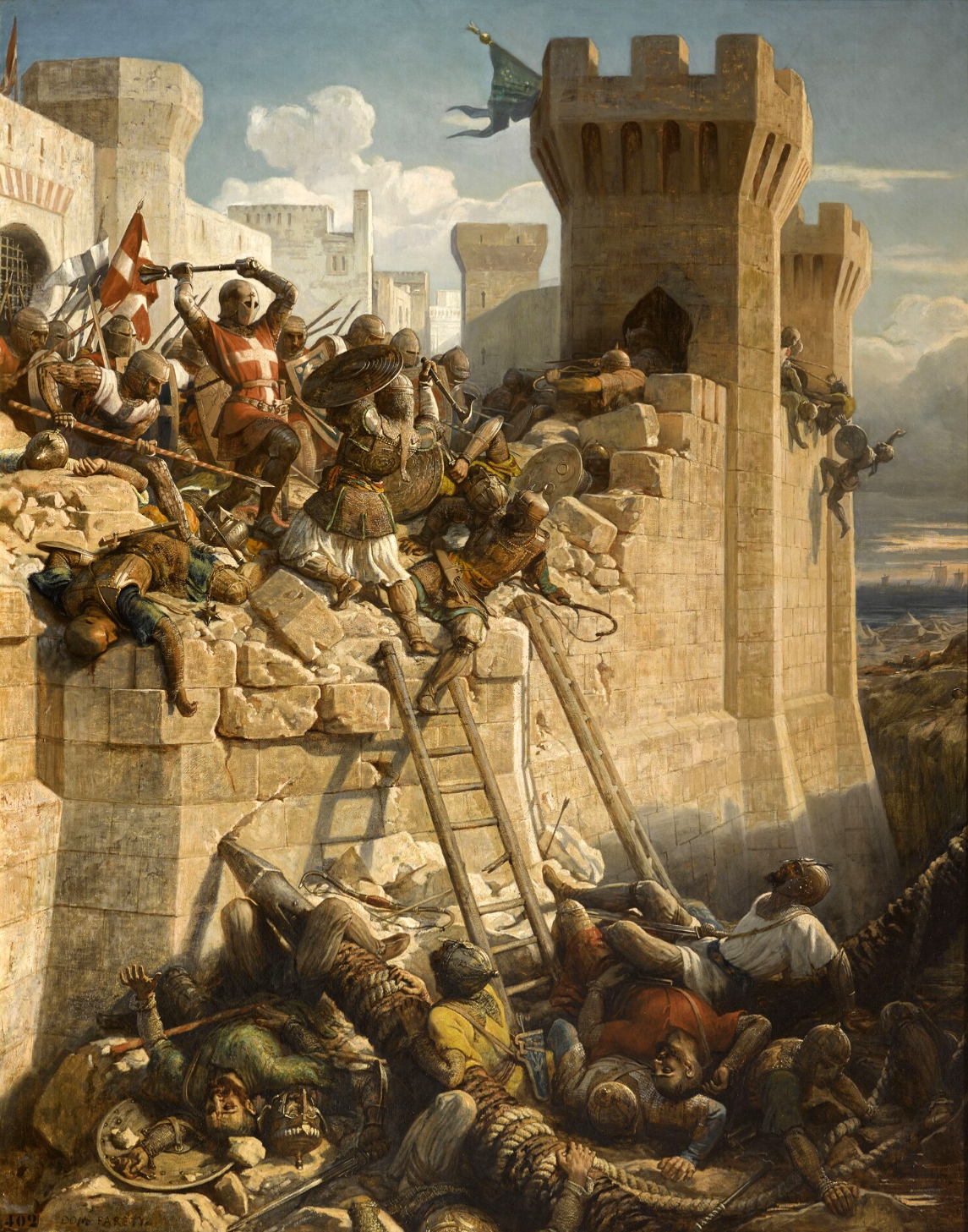
El Mariscal Hospitalario defendiendo las murallas en el sitio de Acre, 1291. Por Dominique Papety. En Musée de l'Histoire de France, Palacio de Versalles

Las fuerzas que se enfrentaron a los mamelucos en el sitio de Acre en 1291 se dividieron en cuatro componentes. Los primeros fueron las fuerzas de Jean de Grailly y Otto de Grandson. El segundo fue encabezado por Enrique II de Chipre y Konrad von Feuchtwangen, líder de los Caballeros Teutónicos. La tercera fue la de los hospitalarios dirigida por De Villiers e incluía la Orden de Santo Tomás de Acre. Finalmente, el cuarto estuvo encabezado por Guillaume de Beaujeu y Thomas de Sainville. Las tropas de al-Ashraf Khalil se reagruparon bajo los muros de Acre el 5 de abril de 1291 y comenzaron su ataque el 12 de abril. Los sitiados intentaron varias salidas sin éxito, incluso la llegada de refuerzos enviados por Enrique II de Chipre, que estaba presente en la ciudad, quedaron sin efecto. Durante el asalto del 16 de mayo, se abrió una brecha cerca de la puerta de Saint-Antoine, pero los Templarios y los hospitalarios, dirigidos por el mariscal Matthieu de Clermont, lograron repeler a los mamelucos. Durante este respiro, mujeres y niños se embarcaron, pero sus barcos no pudieron navegar debido al estado del mar. El 18 de mayo, el enemigo reanudó sus asaltos, en la Porte Saint-Antoine, de Clermont logró rechazarlos pero fue alcanzado por la espalda por otras tropas que habían cruzado el muro. De Beaujeu fue herido y murió poco después, Jean de Villiers también fue herido pero fue salvado por los valets d'armes y escapó por mar con siete caballeros hospitalarios, los únicos supervivientes, Matthieu de Clermont murió cerca de la Rue des Génois. Todos los demás se rindieron. Los mamelucos fueron dueños de la ciudad, enviando a las mujeres y a los niños a la esclavitud, y matando a todos los hombres

## Interludio en Chipre (1291-1309)
Los hospitalarios se trasladaron al Reino de Chipre tras la caída de Acre. Refugiado en Limassol en el Castillo de Kolossi, Jean de Villiers celebró un Capítulo General de la Orden el 6 de octubre de 1292. Quería poner a los hospitalarios en condiciones de reconquistar Tierra Santa. Todavía disfrutó de una popularidad persistente al reformar el modo de elección del Gran Maestre. Los postulantes seguían siendo numerosos, y los reclutamientos estaban sujetos a la aprobación del Gran Maestre. Se preparó para la defensa de Chipre y la protección de Armenia, ambas amenazadas por los mamelucos. Enredado en la política chipriota, de Villaret formó un plan para adquirir un nuevo dominio temporal, la isla de Rodas, entonces parte del Imperio bizantino.
La muerte de Jean de Villiers se produjo en las semanas siguientes a la organización de un segundo Capítulo General el 30 de octubre de 1293. Le sucedió Odón de Pins. De Pins se enfrentó a una crisis interna en la Orden, que estaba dirigida por Guillaume de Villaret, entonces prior de Saint-Gilles. Los dignatarios se dirigieron al papa Bonifacio VIII el 12 de agosto de 1295 para obtener una reforma del gobierno de la Orden. Como de Pins no tuvo en cuenta las amonestaciones de Bonifacio, fue citado a comparecer ante el tribunal pontificio. Estaba a punto de partir, pero murió el 17 de marzo de 1296 en Limassol, y fue sucedido como Gran Maestre por su contrincante Guillaume de Villaret. Una de las primeras tareas a las que se dedicó de Villaret fue la de reducir el poder adquirido por el Capítulo General. En 1301, fue bajo su magistratura cuando se estableció una división administrativa basada en la noción de Lengua Hospitalaria, por respetar zonas lingüísticas más o menos homogéneas
Después de la pérdida de Acre, la balanza de poder en Tierra Santa entre cristianos y mamelucos estaba claramente a favor de estos últimos, que seguían avanzando. Sin embargo, los cristianos pudieron contar con los mongoles de Persia liderados por Mahmud Ghazan Khan, cuyo expansionismo los empujó a codiciar las tierras mamelucas. Su ejército tomó Alepo, y allí se unió su vasallo Hethum II de Armenia, cuyas fuerzas incluían algunos templarios y hospitalarios, todos los cuales participaron en el resto de la ofensiva. Los mongoles y sus aliados derrotaron a los mamelucos en la Tercera Batalla de Homs en diciembre de 1299. El khan envió un embajador a Nicosia para establecer una alianza. Enrique II de Chipre, Hethum II y el Gran Maestre Templario Jacques de Molay decidieron hacerlo acompañar al Papa para apoyar la idea de una alianza, que se hizo efectiva en 1300.
A la espera de los resultados de esta iniciativa diplomática, Enrique II, Guillaume de Villaret y Jacques de Molay levantaron una flota para una incursión en Egipto. Los cristianos, a bordo de dieciséis galeras y una docena de barcos pequeños, fueron acompañados por un emisario mongol. En julio de 1300, saquearon Rosetta y Alejandría antes de regresar a Chipre. El botín fue considerable y los cristianos enviaron una fuerte señal a Mahmud Ghazan, demostrando su determinación de participar en la batalla planeada. El líder mongol les envió entonces un mensaje para advertirles de que tenía intención de lanzar su campaña en breve y les invitó a desembarcar en Armenia para organizar una ofensiva conjunta.
El rey de Chipre envió un ejército a Armenia acompañado de 300 caballeros de las dos Órdenes dirigidos personalmente por los Grandes Maestres. Asaltaron la isla de Ruad, cerca de la costa siria, con el objetivo de convertirla en una base para sus futuras operaciones. A continuación, tomaron la ciudad portuaria de Tortosa, saquearon la región, capturaron a muchos musulmanes y los vendieron como esclavos en Armenia mientras esperaban la llegada de los mongoles, pero esto sólo condujo a la caída de Ruad, la última batalla por Tierra Santa.

## Rodas hospitalaria
Cuando los hospitalarios se retiraron a Chipre, la isla estaba gobernada por el rey titular de Jerusalén, Enrique II de Chipre.  A éste no le gustó que una organización tan poderosa como la Orden pudiera competir con él por la soberanía de su pequeña isla y probablemente puso a Guillaume de Villaret en el camino de la conquista de la isla de Rodas. De Villaret murió entre el 23 de noviembre de 1304 y el 3 de noviembre de 1305, y este objetivo se logró bajo el sucesor de Guillaume, Foulques de Villaret, quien dirigió la conquista hospitalaria de Rodas a partir de 1306.
En 1308, Clemente V comenzó a predicar una nueva Cruzada, que se lanzaría contra los mamelucos en Tierra Santa en la primavera de 1309. La Cruzada fue planeada como una pequeña expedición preliminar dirigida por los hospitalarios. Un subproducto no deseado de esta predicación fue la Cruzada de los Pobres, que se presentó ante Aviñón en julio de 1309. Clemente concedió a los cruzados pobres una indulgencia, pero se negó a que participaran en la expedición profesional dirigida por los hospitalarios. Esa expedición partió a principios de 1310, pero en lugar de navegar hacia Tierra Santa, los hospitalarios se dirigieron a Rodas
Casi al mismo tiempo, comenzaron los juicios de los Caballeros Templarios. Estos juicios beneficiaron enormemente a la Orden, ya que los bienes de los Templarios fueron asignados a los hospitalarios por Clemente V en 1312. Las campañas de expansión territorial endeudaron fuertemente a la Orden, y estas deudas no se saldaron hasta mediados de la década de 1330. Guillaume de Villaret fue el último en liderar a los Caballeros hospitalarios, y Foulques de Villaret el primero en liderar a los Caballeros de Chipre y Rodas, presidiendo lo que se conoce como la Rodas Hospitalaria que duraría desde 1310 hasta 1522.
Los primeros escritos sobre los hospitalarios se encuentran en las obras de los cronistas latinos originales de la Primera Cruzada. El relato más completo se encuentra en la Historia Rerum in Partibus Transmarinis Gestarum (Historia de los hechos realizados más allá del mar), de Guillermo de Tiro, que mezclaba realidad y ficción. La primera historia completa de la Orden fue escrita por el comandante hospitalario Guigliemo (Guillermo) de Santo Stefano tras la caída de Acre en 1291. Se estructuró en torno a los Grandes Maestres y se basó en fuentes originales, que fueron citadas cuidadosamente. Guigliemo descartó numerosas leyendas sobre la fundación del hospital, incluidas algunas que lo situaban en el siglo II antes de Cristo, como invenciones destinadas a fomentar las donaciones. Advirtió a sus lectores: Ores leissons la vanité, et tenons la verité (Ahora dejemos la vanidad y aferrémonos a la verdad). Durante su estancia en Chipre, Guigliemo también escribió un tratado sobre los estatutos de la Orden. Sus obras originales estaban destinadas a reemplazar parte de lo que se perdió en la caída de Acre. Las traducciones fueron realizadas por Juan de Antioquía.
Se conservan varias cartas de los hospitalarios en Tierra Santa. Entre ellas se encuentran las siguientes. 
- Gran Maestre Gilberto de Assailly a Luis VII de Francia, c. 1167, sobre la invasión cruzada de Egipto.
- Hermano del Hospital Raymond a los fieles cristianos, 1178.
- Gran maestre Armengarde de Aspe a Leopoldo V, duque de Austria, en noviembre de 1188, sobre los estragos de Saladino en el reino.
- Varias cartas de los Grandes Maestres Geoffroy de Donjon (1201), Nicolás Lorgne (1282) y Jean de Villiers (1289 y 1291) a los hermanos del hospital sobre el estado del reino.
- Carta de Guillaume de Chateauneuf a Lord M. Melaye sobre la pérdida de Jerusalén, 1244.[171]

Templario de Tiro fue un historiador anónimo del siglo XIV que compiló la crónica en francés antiguo llamada Gestes des Chiprois (Hechos de los chipriotas). Los Gestes se escribieron entre 1315 y 1320 sobre Chipre y presentan una historia de los estados cruzados y el Reino de Chipre desde 1132 hasta 1309, así como un relato de los juicios de los Templarios en 1314. La obra también proporciona un relato del Sitio de Acre en 1291 y las hazañas del hospitalario Matthieu de Clermont.
Después de la caída de Acre, los hospitalarios estuvieron muy involucrados en la planificación de una nueva Cruzada con Clemente V. En 1882, Paul Riant publicó un documento hospitalario en la colección Itinéraires à Jérusalem et descriptions de la Terre Sainte, rédigés en Français aux xie, xiie & xiiie siècles, editada por Henri-Victor Michelant y Gaston Raynaud. Este documento, La Devise des Chemins de Babiloine, detallaba las fortalezas de los ejércitos mamelucos en Egipto y Siria y proporcionaba el kilometraje de las diversas rutas entre El Cairo y los puertos del Delta, fechado entre 1289 y 1291.

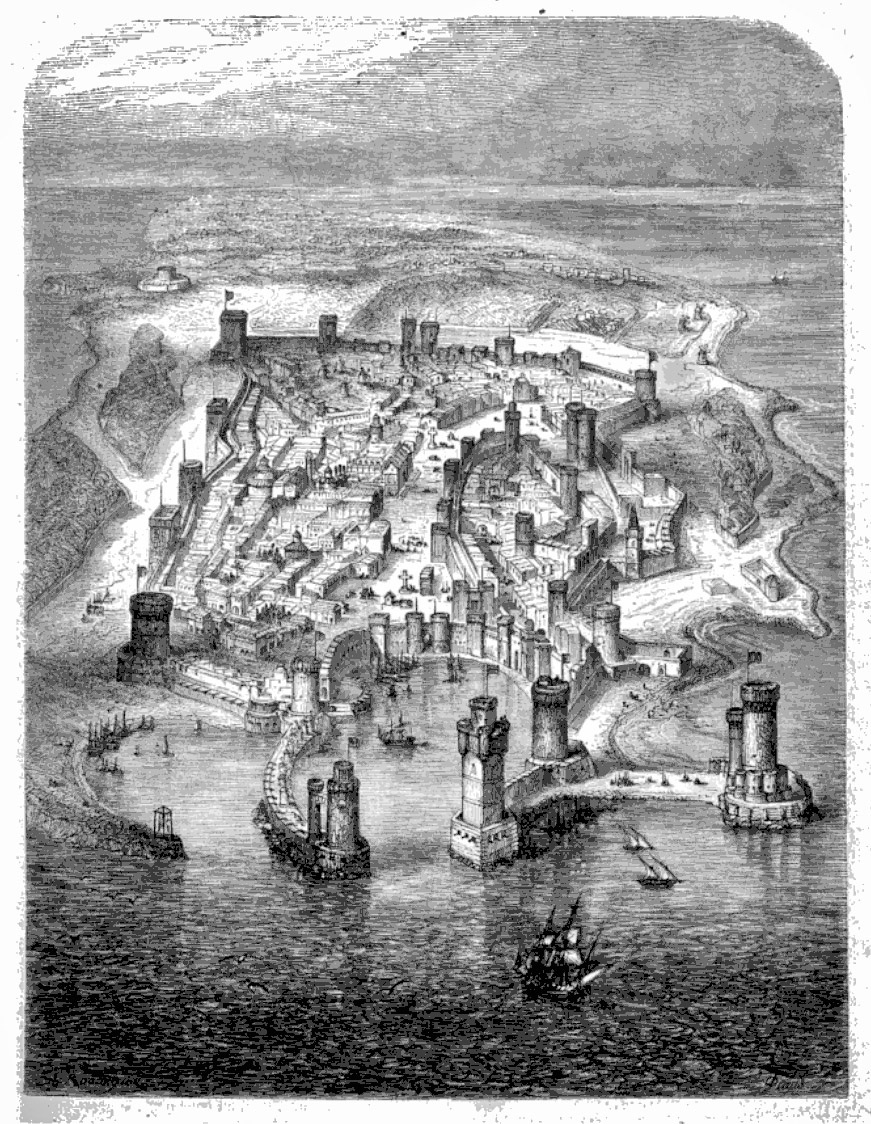
Sitio de Rodas 1480, según Guillaume Caoursin. Por Émile y Adolphe Rouargue, 1856.

Guillaume Caoursin fue el historiador del siglo XV de los Caballeros hospitalarios después de 1460, escribiendo Primordium et origo sacri Xenodochii atque Ordinis militiae Sancti Joannis Baptistae Hospitalariorum Hierosolimitani (Fundación y gestión del hospital de San Juan en Jerusalén), una reescritura de los estatutos de la Orden. También escribió Rhodiorum historia, una colección de historias de los hospitalarios, y Stabilimenta Rhodiorum militum, una recopilación de las reglas de la Orden. Su Obsidionis Rhodiae urbis descripto, un relato del sitio de Rodas de 1480, fue traducido e incluido en The Crusades de Edward Gibbon. Las obras forman parte de la colección de la Biblioteca Nacional de Malta.
Pierre d'Aubusson fue el cuadragésimo Gran Maestre, sirviendo desde 1476 hasta 1503. Fue comandante de la guarnición que se opuso a los turcos durante el Sitio de Rodas en 1480. Escribió su Relato del sitio de Rodas, que se incluye en la historia de John Taaffe. La Histoire de Pierre d'Aubusson (1667) del jesuita francés Dominique Bouhours es la biografía de d'Aubusson y contiene relatos del asedio de 1480 y el posterior asedio de Rodas en 1522 dirigido por Solimán el Magnífico.
Giacomo Bosio fue un hermano e historiador de la Orden, nacido en el siglo XVI. La obra de Bosio trata de la historia de los hospitalarios desde su origen hasta 1571, y fue escrita con Jean Parisot de la Valette, el cuadragésimo noveno Gran Maestre. El trabajo fue continuado por el hermano Bartolomeo dal Pozzo hasta el año 1688 y publicado por primera vez en Verona en 1703 en dos volúmenes, luego en Venecia en 1740 bajo el título Historia della Sacra di religione militare S. Giovanni Gerosolimitano, della Malta. La historia de Bosio fue traducida al francés por Pierre de Boissat, aumentada por Jean Baudoin. El hermano hospitalario Anne de Naberat completó la vida de los grandes maestros, publicado en dos volúmenes en folio en París en 1643 y también en 1659, con retratos de los grandes maestros.
El primer intento moderno de recopilar las numerosas cartas, escrituras y registros fue en 1737 por Sebastiano Pauli en su Codice diplomatico del sacro militare ordine Gerosolimitano. Esto fue ampliado y mejorado en el Cartulaire général de l'Ordre des Hospitaliers, por el historiador francés Joseph Delaville Le Roulx. Muchos de estos fueron traducidos al inglés por Sir Edwin James King, bibliotecario de la Orden Británica de San Juan de Jerusalén. Documentos específicamente relacionados con el Beato Gerardo fueron publicados por Antoine Du Bourg en su Histoire du Grand Prieuré de Toulouse en 1883.
Varios escritores ingleses del siglo XIX produjeron obras sobre los hospitalarios. El historiador John Taaffe fue Caballero Comandante de la Soberana Orden de San Juan de Jerusalén y cronista de varias órdenes militares. En 1852, publicó un relato histórico de la Orden en cuatro volúmenes titulado La Historia de la Orden Santa, Militar y Soberana de San Juan de Jerusalén : o, Caballeros hospitalarios, Caballeros Templarios, Caballeros de Rodas, Caballeros de Malta. Esto incluye el relato del comandante Pierre d'Aubusson.
Lambert B. Larking fue un clérigo, escritor y anticuario inglés, miembro fundador de la Sociedad Arqueológica de Kent . Larking tradujo una obra llamada The Knights Hospitallers in England, que era el informe del prior Philip de Thame al Gran Maestre Hélion de Villeneuve para el año 1338. La introducción histórica fue escrita por el filólogo John M. Kemble .
William KR Bedford fue un clérigo y autor inglés, con obras que reflejan su interés como anticuario y genealogista. De 1878 a 1902, fue capellán de la Orden de San Juan de Jerusalén, sirviendo como su genealogista oficial. Sus obras que tratan sobre la historia y las normas de los Caballeros hospitalarios incluyen Malta y los Caballeros (1870), Notas sobre los antiguos hospitales de la Orden de San Juan de Jerusalén (1881) y una historia de los hospitalarios ingleses (1902) en colaboración con Richard Holbeche.
Entre las fuentes de las Cruzadas compiladas a fines del siglo XIX se encuentran muchas sobre los caballeros hospitalarios. Exordium Hospitalariorum es una colección de relatos hospitalarios presentada en seis partes en Recueil des historiens des croisades (RHC) Historiens occidentaux, Volumen 5. IX (1895). Los trabajos incluyen:
- De prima Institutione Hospitalariorum es un breve relato anónimo de los Caballeros hospitalarios. El trabajo se deriva del relato de Guillermo de Tiro y analiza los conflictos entre la orden y las autoridades religiosas.
- Tractus de exordio sacrae domus Hospitalis Jerosolimitani es una historia de los Caballeros hospitalarios escrita por un autor desconocido conocido sólo como José el Historiógrafo.
- Comentario le sainte maison de l'Hospital de S. Johan de Jerusalem commença sobre la fundación de la Orden. La obra de Guillaume de Saint-Estève (Guigliemo de Santo Stefano), erudito y hospitalario del siglo XIII, cuestiona el relato presentado en la Miracula.
- De Primordiis et Inventione Sacræ Religionis Jerosolymorum (Sobre el origen y descubrimiento de la religión en Jerusalén) es una historia anónima de los hospitalarios desde la época de Raymond du Puy hasta su establecimiento en Rodas en 1310. Continúa el repudio de los Miracula y parece estar estrechamente relacionado con las obras de Guillaume Caoursin.
- Primordium et origo sacri Xenodochii atque Ordinis militiae Sancti Joannis Baptistae Hospitalariorum Hierosolimitani (Fundación y gestión del hospital de San Juan en Jerusalén) es una reescritura de los estatutos de la Orden, escrita por Caoursin en 1489. Dirigida por el Gran Maestre Pierre d'Aubusson, la obra convirtió los estatutos de una cronología a una organizada por temas. Caoursin revivió la leyenda de los Miracula.
- Le fondement du S. Hospital de l'ordre de la chevalerie de S. Jehan Baptiste de Jerusalem es una antigua versión francesa de Primordium et origo sacri Xenodocii, escrita originalmente en latín. En 1493, fue traducido a las diversas lenguas vulgares en uso entre los pueblos cristianos.

Además del Cartulaire général de l'Ordre des Hospitaliers mencionado anteriormente, Joseph Delaville Le Roulx también escribió su obra seminal Les Hospitaliers en Terre Sainte et à Chypre (1100-1310) en 1904. Esta obra se ocupa únicamente de la estancia de los hospitalarios en Tierra Santa de 1100 a 1310 organizado por el Gran Maestre e incluye debates sobre la constitución, organización administrativa y expansión territorial de la Orden. El Inventaire des pièces de Terre-Sainte de l'ordre de l'Hôpital de Delaville Le Roulx se publicó en la Revue de l'Orient Latin en 1895. Este inventario de las cartas de Siria se debe a uno de los archiveros del gran priorato de Saint-Gilles, Jean Raybaud y se conserva en los archivos departamentales de Bouches-du-Rhône, en Marsella.
Los historiadores modernos del tema incluyen más notablemente a Jonathan Riley-Smith, Helen Nicholson y Alain Demurger. Los arqueólogos también proporcionan contribuciones significativas de los castillos de los cruzados para incluir a David Nicolle y Hugh Kennedy.

### Estudios arqueológicos
- Boas, Adrian J. (2009). Jerusalem in the Time of the Crusades: Society, Landscape and Art in the Holy City Under Frankish Rule. Routledge. ISBN 9780415230001.
- Nicolle, David (2005). Crusader Castles in the Holy Land 1192–1302. Bloomsbury. ISBN 9781841768274.
- Kennedy, Hugh N. (1994). Crusader Castles. Cambridge University Press. ISBN 9780521799133.
- Lawrence, T. E. (1988). Crusader Castles. Clarendon Press, edited by Denys Pringle. ISBN 9780198229643.
- Pringle, Denys (1997). Secular Buildings in the Crusader Kingdom of Jerusalem: An Archaeological Gazetteer. Cambridge University Press. ISBN 9780521460101.
- Pringle, Denys (2010). The Churches of the Crusader Kingdom of Jerusalem: Volume 3, The City of Jerusalem: A Corpus. Cambridge University Press. ISBN 9780521172837.
- Sharon, Moshe (1997). Corpus Inscriptionum Arabicarum Palaestinae (CIAP). Brill. ISBN 9789004108332.
- Sinibaldi, Micaela (2014). Settlement in Crusader Transjordan (1100–1189): a Historical and Archaeological Study. Cardiff University (Ph.D. thesis in Archaeology).
- Sinibaldi, Micaela (2016). Crusader Landscapes in the Medieval Levant: The Archaeology and History of the Latin East. University of Wales Press, edited by Micaela Sinibaldi, Kevin J. Lewis, Balázs Major, and Jennifer A. Thompson. ISBN 9781783169245.